# Двадцать восемь панфиловцев (фильм)
«Двадцать восемь панфиловцев» — российский художественный фильм Андрея Шальопы и Кима Дружинина о легендарном подвиге советских бойцов при обороне Москвы в 1941 году.
В фильме представлены действия бойцов 316-й стрелковой дивизии под командованием генерала И. В. Панфилова, которые держали оборону у разъезда Дубосеково и 16 ноября 1941 года отражали атаки немецких танков, прорывавшихся к Москве.
Первоначально сбор средств на фильм осуществлялся с помощью краудфандинга, и в конечном итоге собранная сумма составила 34 746 062 рубля. Затем к финансированию присоединились Министерство культуры Российской Федерации и Министерство культуры Казахстана. Финансовую, организационную и техническую поддержку на разных этапах кинопроизводства фильму оказала компания Gaijin Entertainment.
Премьера состоялась 16 ноября 2016 года в Волоколамске, а широкий прокат начался 24 ноября. 8 мая 2020 года команда выложила полную версию фильма в открытый доступ.
Сбор денег, производство и прокат фильма сопровождало бурное обсуждение его исторической достоверности в блогосфере и средствах массовой информации. Картина получилa полярные отзывы со стороны искусствоведов и профессиональных критиков, но была положительно воспринята зрителями, собрав в СНГ 385 млн рублей и став лучшим фильмом года в России по результатам опроса ВЦИОМ.

## Сюжет
Действие фильма начинается накануне 16 ноября 1941 года. Фильм предваряется цитатой:
Память о войне — это не только боль и скорбь. Это память о битвах и подвигах. Это память о победе!
Лейтенант РККА Угрюмов проводит обучение бойцов четвёртой роты, объясняя технические характеристики различных типов немецких танков и правила обращения с гранатами и бутылками с зажигательной смесью. Бойцы строят деревянный макет танка в натуральную величину и отрабатывают на нём боевые задачи.
В одном из домов организован штаб. От полевой разведки поступают данные о силах немецкой армии и возможных направлениях ударов. Командир батальона Решетников собирает ротных и ставит перед ними задачу задержать немцев, не дав им выйти к дороге на Москву. На вопрос одного из командиров, сколько времени надо сдерживать врага, комбат коротко отвечает: «до подхода резервных сил» (в то время как резервов нет и пока не предвидится). Решетников смотрит, как красноармейцы играют в снежки после тренировки, понимая, что против трёх немецких полков с танками предстоит сражаться четырьмя ротами. Повисает тягостное молчание.
Наступает ночь, одного из бойцов провожает в бой девушка из деревни. Командир батальона произносит речь перед красноармейцами. Ночью пехотинцы обустраивают и маскируют основную линию обороны, пулемётчики и артиллеристы — огневые позиции, включая ложные, с муляжами пушек. Из штаба приходит сообщение, что в подмогу основным силам будет придана артиллерийская батарея.
Утром 16 ноября после аэрофоторазведки нацисты открывают огонь по разведанным (ложным) позициям из артиллерийских орудий. Следом начинают наступление немецкие танки при поддержке пехоты. Панфиловцы принимают бой, в котором уничтожают четыре немецких танка. Немцы временно отходят, и советские бойцы получают передышку. Артиллеристы приданной батареи под угрозой бомбардировки немецкой авиацией вынуждены передислоцироваться на новые позиции и больше не могут поддержать огнём четвёртую роту. После короткой паузы, во время которой советские войска отправляют в тыл раненых и восстанавливают свои фортификационные укрепления, немцы возобновляют атаку — начинается артиллерийский обстрел уже основных позиций и окопов. В ходе его потеряна почти вся артиллерия роты. В живых остаются 28 человек, и отряд теряет связь со штабом.
После восстановления связи политрук Клочков (оставшийся на позициях советских войск за командира роты, раненного при обстреле) просит у командования подкрепление, но комбат, не имея в наличии свободных резервов, вынужден отказать. Оставшиеся в живых панфиловцы четвёртой роты вступают в бой с танками, имея в наличии два противотанковых ружья, гранаты и бутылки с зажигательной смесью. В конце атаки в заснеженном поле горят 18 обездвиженных немецких танков, но боеприпасы роты заканчиваются, и оставшиеся в живых бойцы уже готовы идти в штыковую на наступающую немецкую пехоту. В момент, когда немецкие пехотинцы, уже без поддержки танков, подходят к окопам на максимально близкую дистанцию, с фланга раздаётся разящая пулемётная очередь, которая укладывает на снег остатки немецкой пехоты. Командир второго подразделения немецких танков, наблюдая в бинокль из командирской башенки дымящиеся танки и не подающую признаков жизни пехоту, не решается продолжать атаку и даёт команду отступить. Шестеро уцелевших панфиловцев поднимаются из вспаханной снарядами земли. Их фигуры замирают на фоне заката, после чего зрителю предстаёт вид на статуи мемориала героям-панфиловцам, который стоит в настоящее время у разъезда Дубосеково.

## Актёрский состав
Из-за особенностей краудфандингового бюджета кастинг занял продолжительное время. Первым утверждённым актёром стал Яков Кучеревский, сыгравший сержанта Добробабина — он дал согласие сниматься за два года до съёмок. Самым последним утвердили Алексея Морозова на роль политрука Клочкова — за один день до начала съёмочного периода. Режиссёры не хотели, чтобы в фильме были узнаваемые лица и громкие имена для того, чтобы не отвлекать внимание зрителя с истории на актёров. Панфиловская дивизия формировалась в Казахской ССР, и в составе роты было немало казахов и киргизов, поэтому требовалось много актёров восточной внешности в массовке — команда Шальопы обратилась в национальные диаспоры Москвы, Санкт-Петербурга и Иваново. В целом в команду входили 360 участников, а всего в проекте задействованы до 700 человек.

| Актёр              | Роль                                                |
| ------------------ | --------------------------------------------------- |
| Алексей Морозов    | политрук Василий Клочков                            |
| Яков Кучеревский   | сержант Иван Добробабин, помкомвзвода               |
| Антон Кузнецов     | майор Фёдор Иванович Решетников, командир батальона |
| Александр Устюгов  | красноармеец Иван Москаленко                        |
| Ким Дружинин       | красноармеец Даниил Кожебергенов                    |
| Сергей Агафонов    | красноармеец Григорий Безродных                     |
| Дмитрий Гирев      | красноармеец Яков Бондаренко                        |
| Олег Фёдоров       | красноармеец Григорий Шемякин                       |
| Михаил Пшенко      | красноармеец Пётр Дутов                             |
| Дмитрий Мурашев    | красноармеец Григорий Конкин                        |
| Амаду Мамадаков    | красноармеец Аликбай Косаев                         |
| Азамат Нигманов    | красноармеец Мусабек Сенгирбаев                     |
| Антон Филипенко    | красноармеец Дмитрий Тимофеев                       |
| Виталий Коваленко  | красноармеец Иван Шепетков                          |
| Николай Клямчук    | красноармеец Григорий Петренко                      |
| Владимир Захаренко | красноармеец Николай Максимов                       |
| Александр Плаксин  | красноармеец Абрам Крючков                          |
| Владислав Погиба   | красноармеец Нарсутбай Есебулатов                   |

| Актёр             | Роль                                                   |
| ----------------- | ------------------------------------------------------ |
| Олег Сенченко     | красноармеец Гавриил Митин                             |
| Максим Белбородов | красноармеец Дмитрий Каленик                           |
| Павел Гончаров    | красноармеец Иван Натаров                              |
| Иван Ефремов      | красноармеец Никита Митченко                           |
| Аскар Тлеугобилов | красноармеец Дуйшенкул Шопоков                         |
| Антон Падерин     | красноармеец Пётр Емцов                                |
| Андрей Некрасов   | красноармеец Илларион Васильев                         |
| Антон Филипенко   | красноармеец Николай Трофимов                          |
| Николай Иванов    | красноармеец Николай Белашев                           |
| Дмитрий Цуцкин    | красноармеец Николай Ананьев                           |
| Андрей Бодренков  | красноармеец Иван Шадрин                               |
| Алексей Лонгин    | капитан Павел Гундилович, командир роты                |
| Дмитрий Сутырин   | старший лейтенант Пётр Васильевич Игнатьев             |
| Андрей Шальопа    | лейтенант Василий Угрюмов, командир стрелкового взвода |
| Азиз Бейшеналиев  | лейтенант Булатов                                      |
| Сергей Яценюк     | Стасенко, ординарец                                    |
| Никита Чужмаров   | лейтенант                                              |

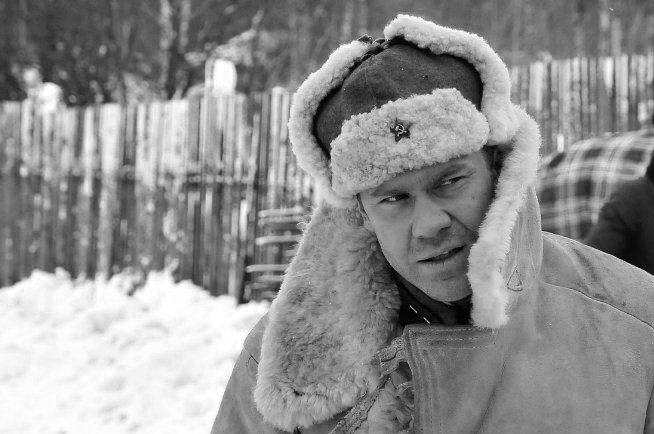
Алексей Морозов
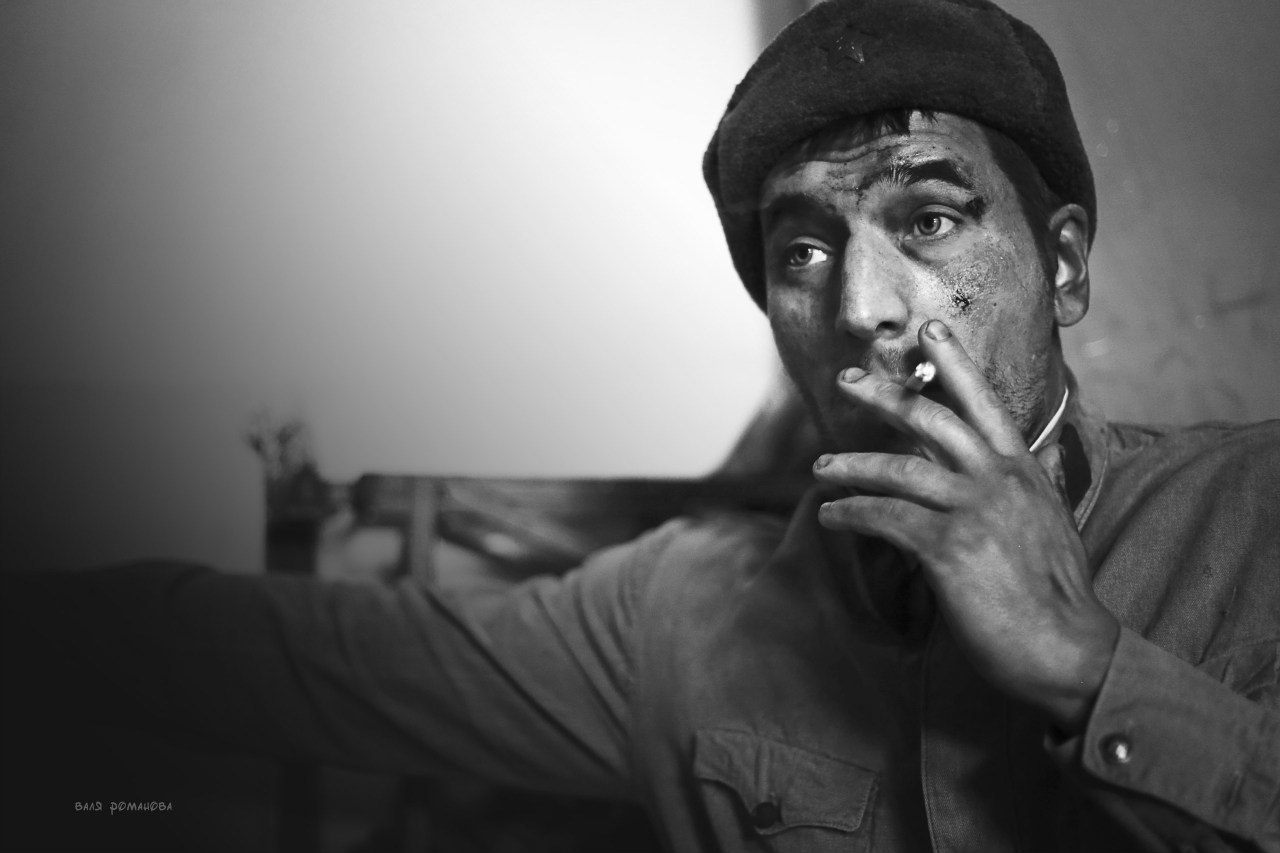
Александр Устюгов
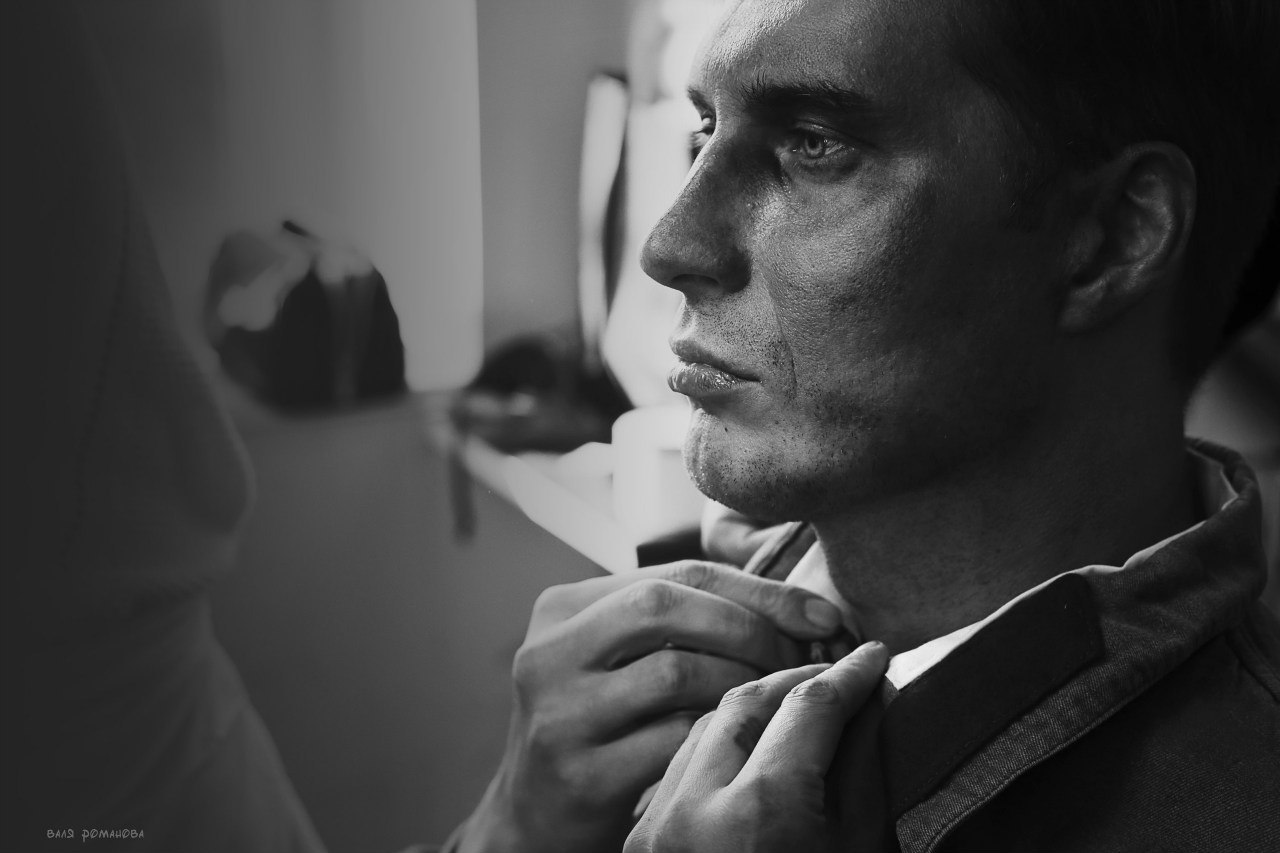
Яков Кучеревский
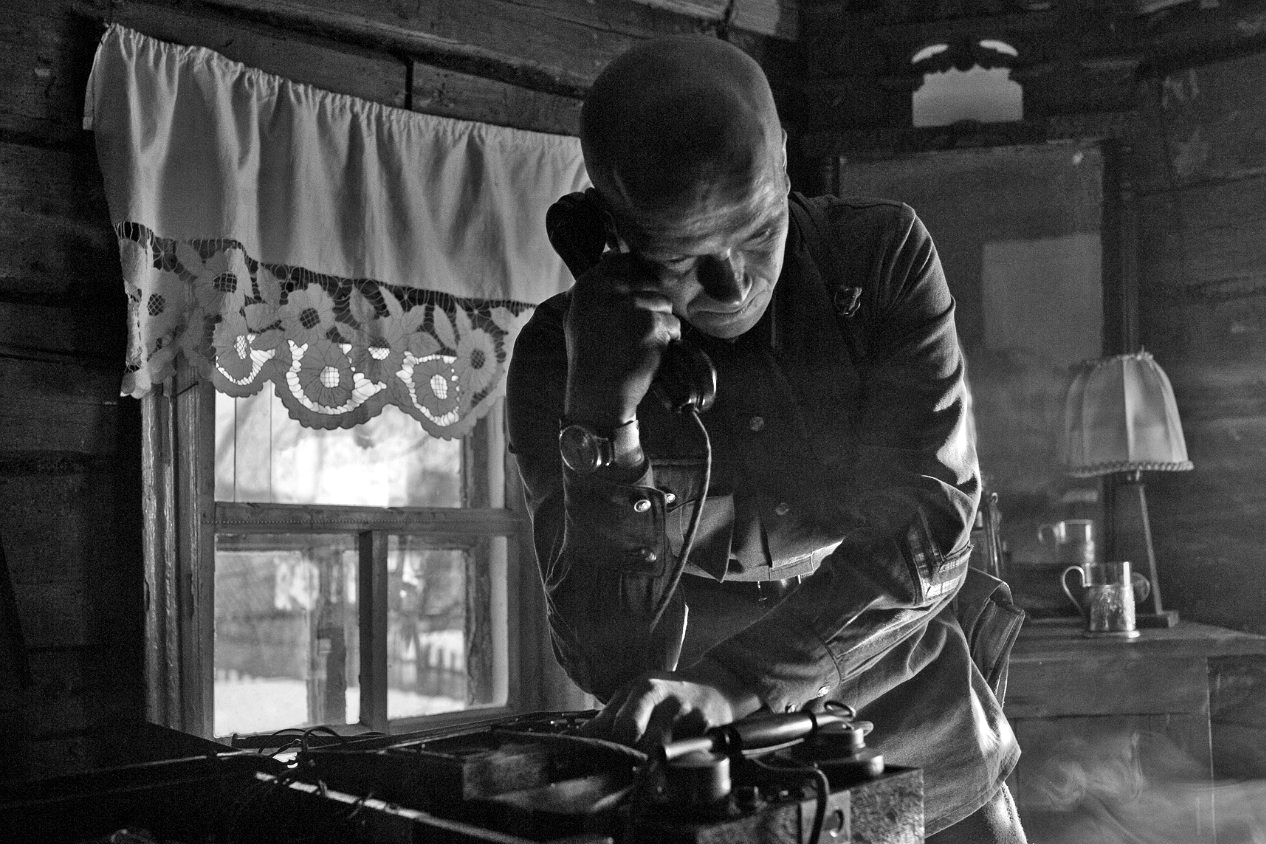
Антон Кузнецов
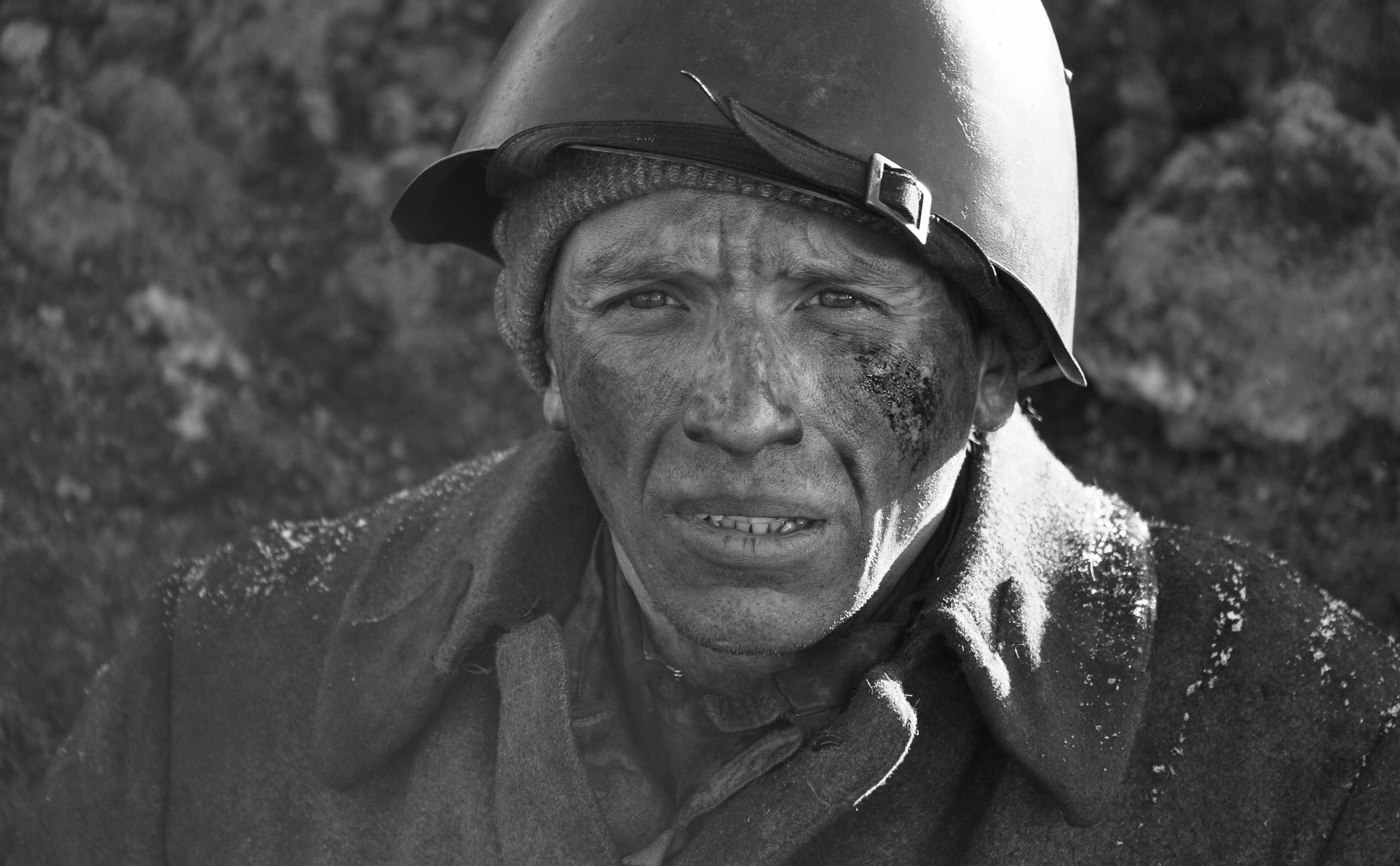
Олег Фёдоров
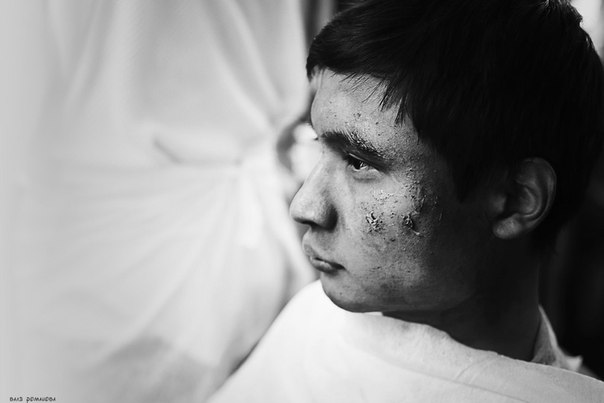
Азамат Нигманов
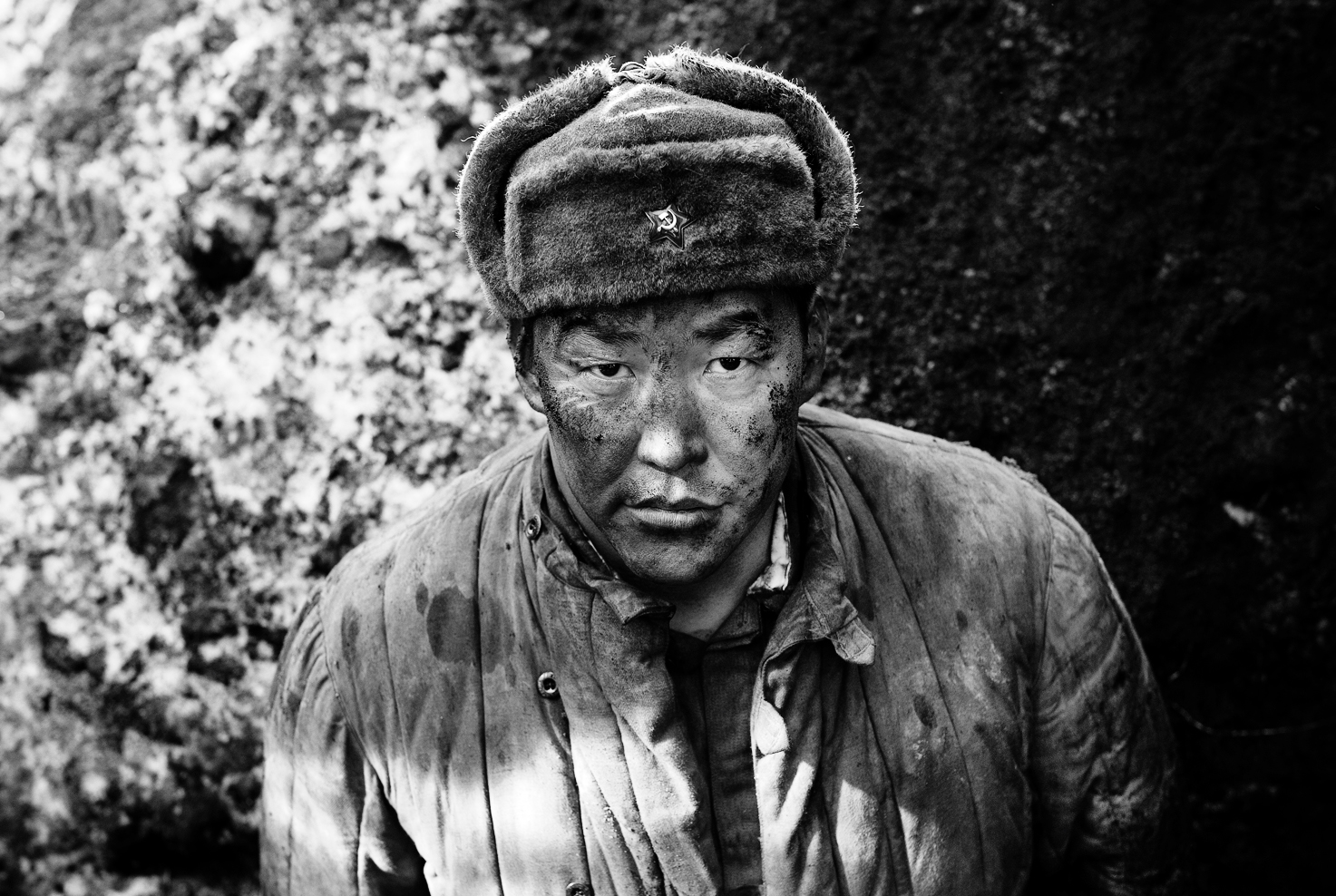
Амаду Мамадаков
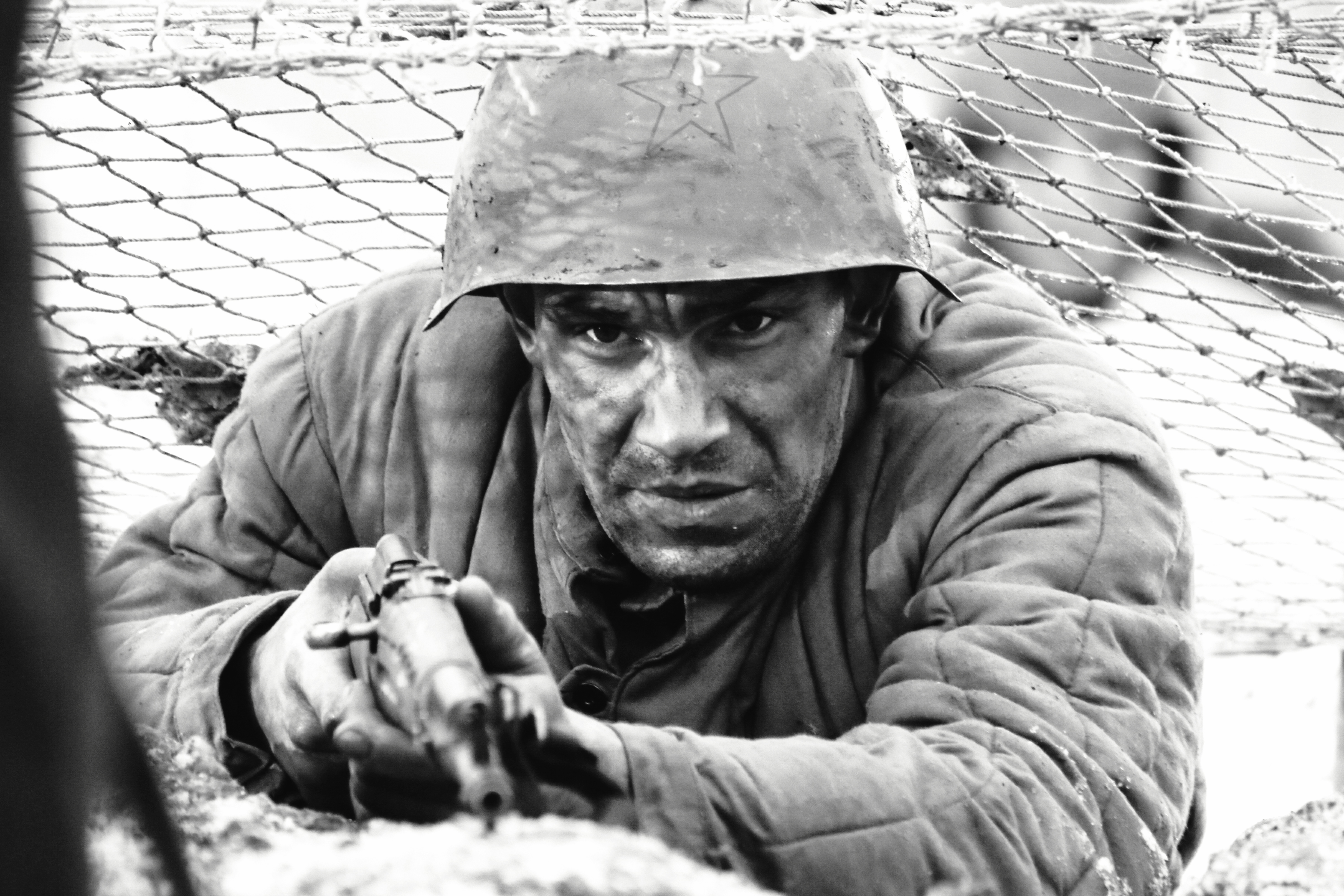
Дмитрий Гирев
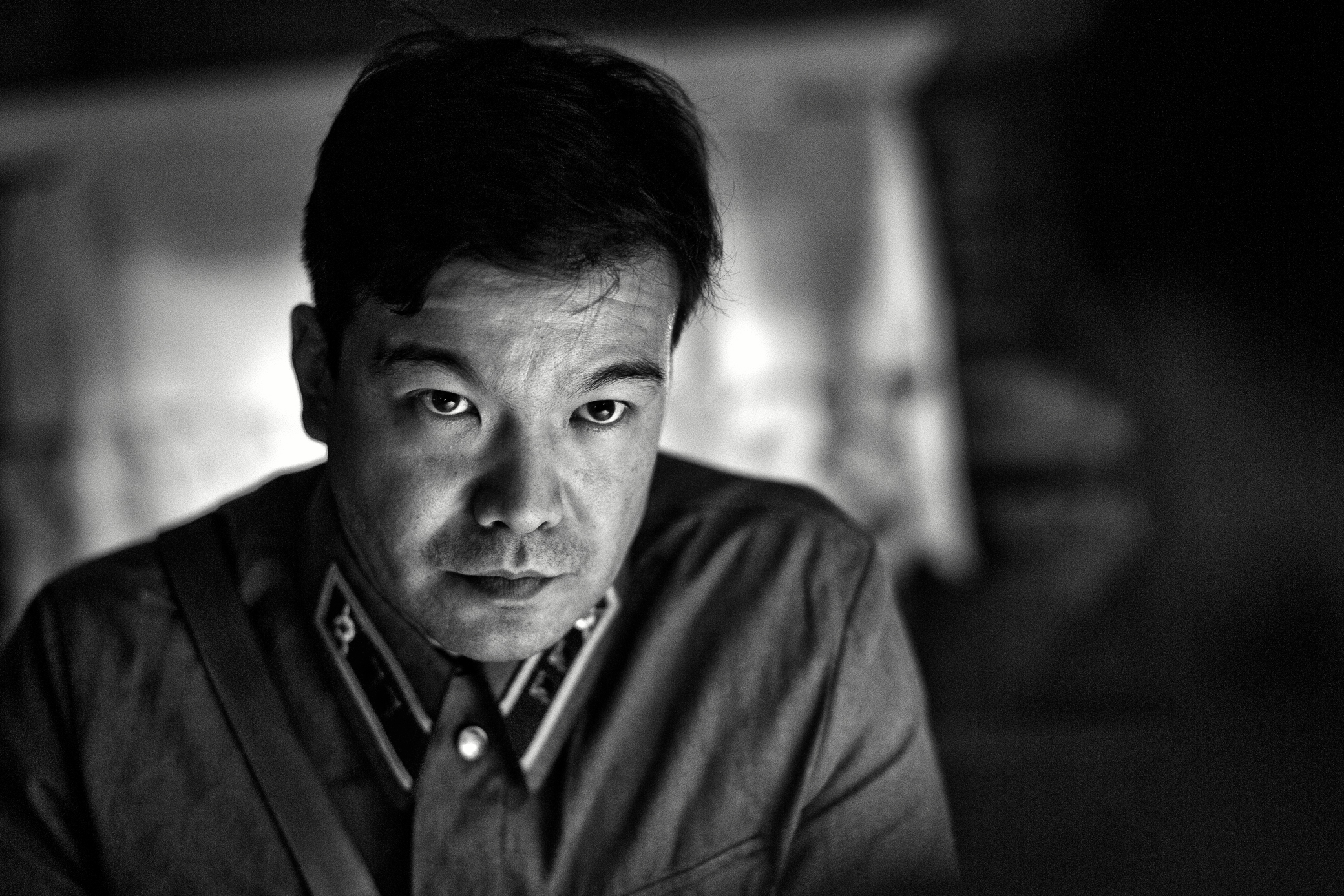
Азиз Бейшеналиев
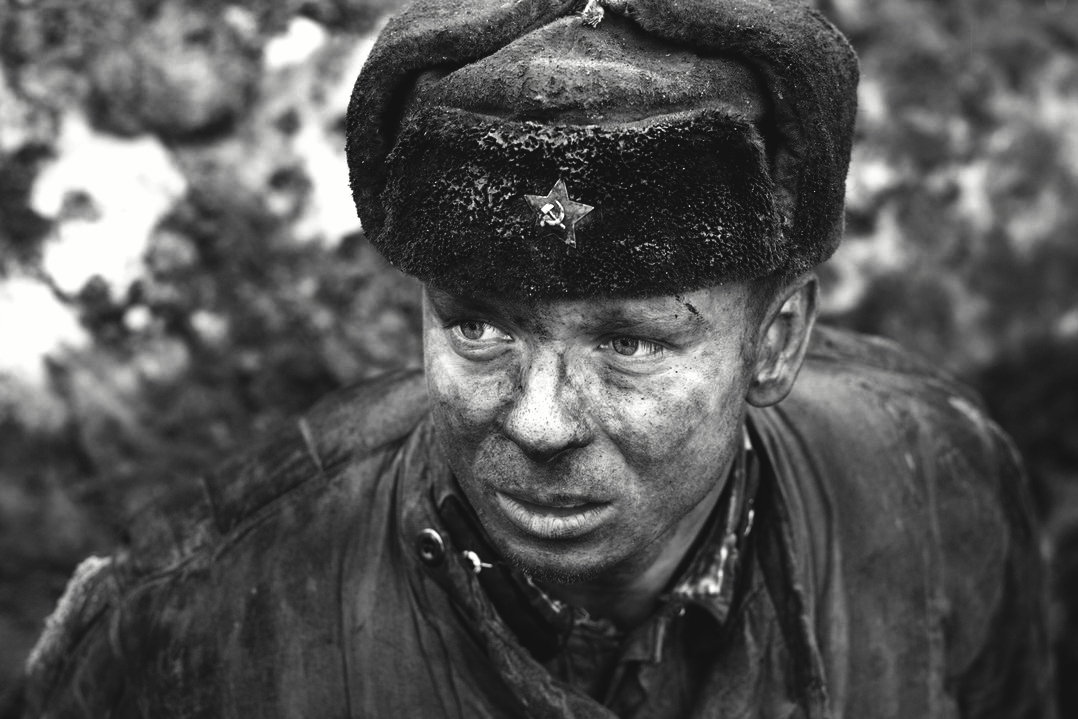
Михаил Пшенко
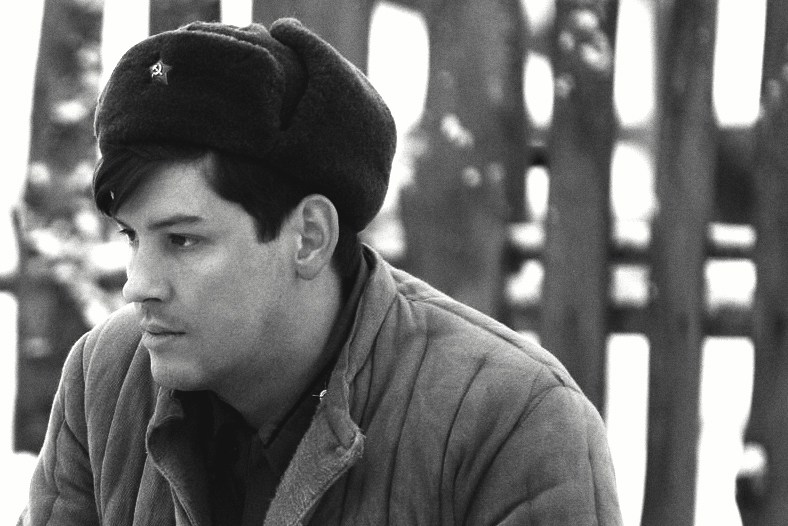
Антон Падерин
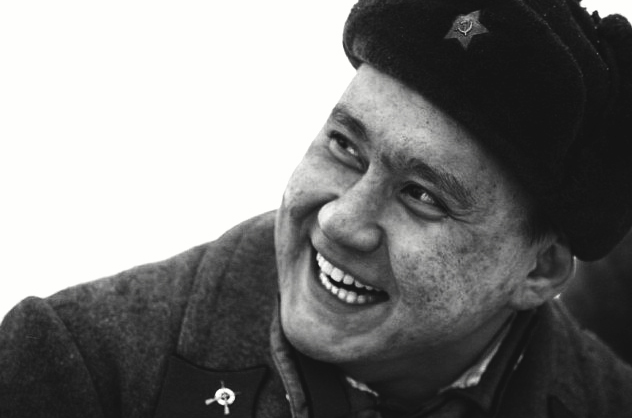
Аскар Тлеугобилов
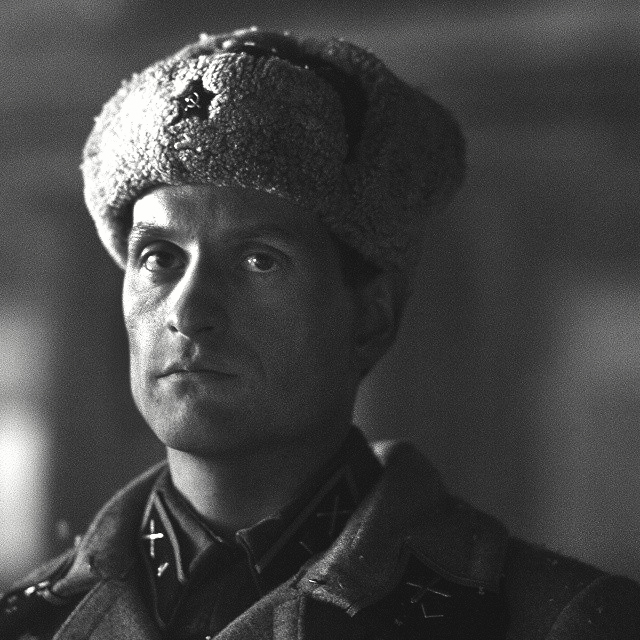
Сергей Агафонов
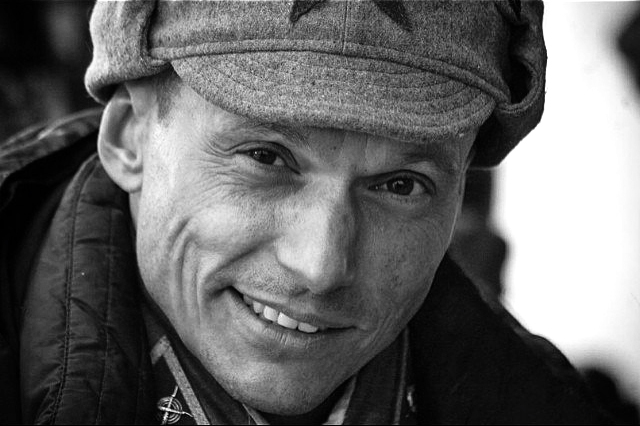
Андрей Шальопа
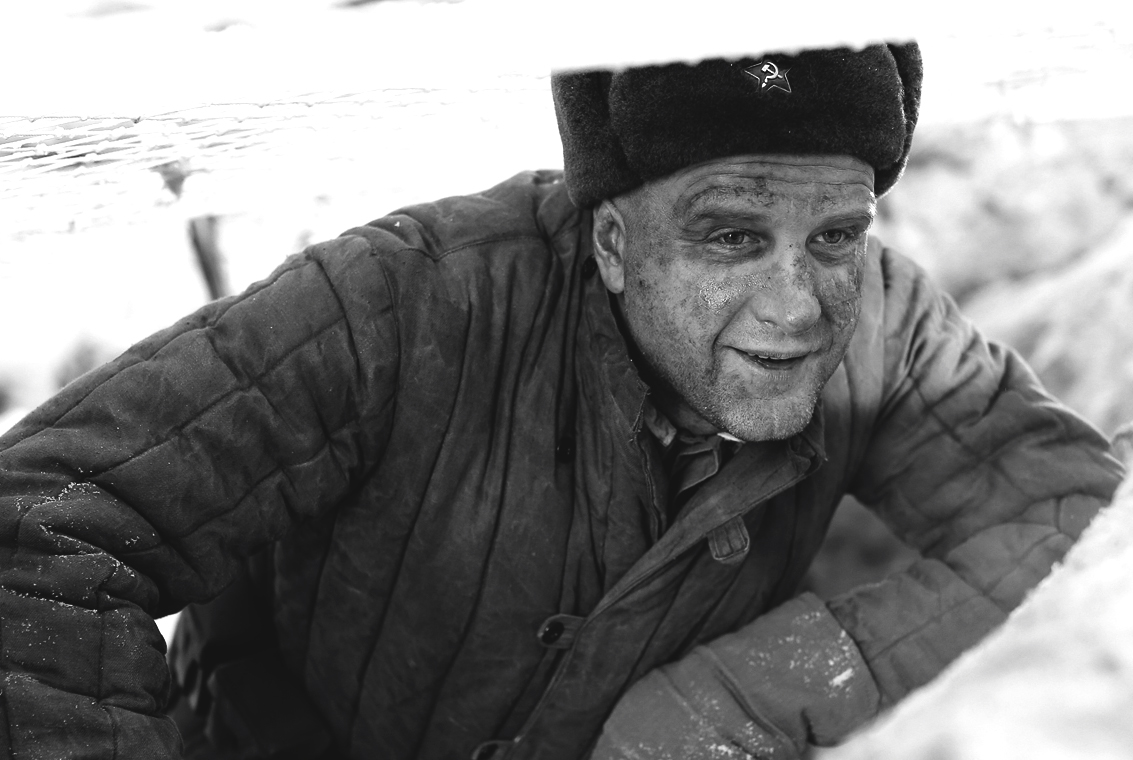
Виталий Коваленко
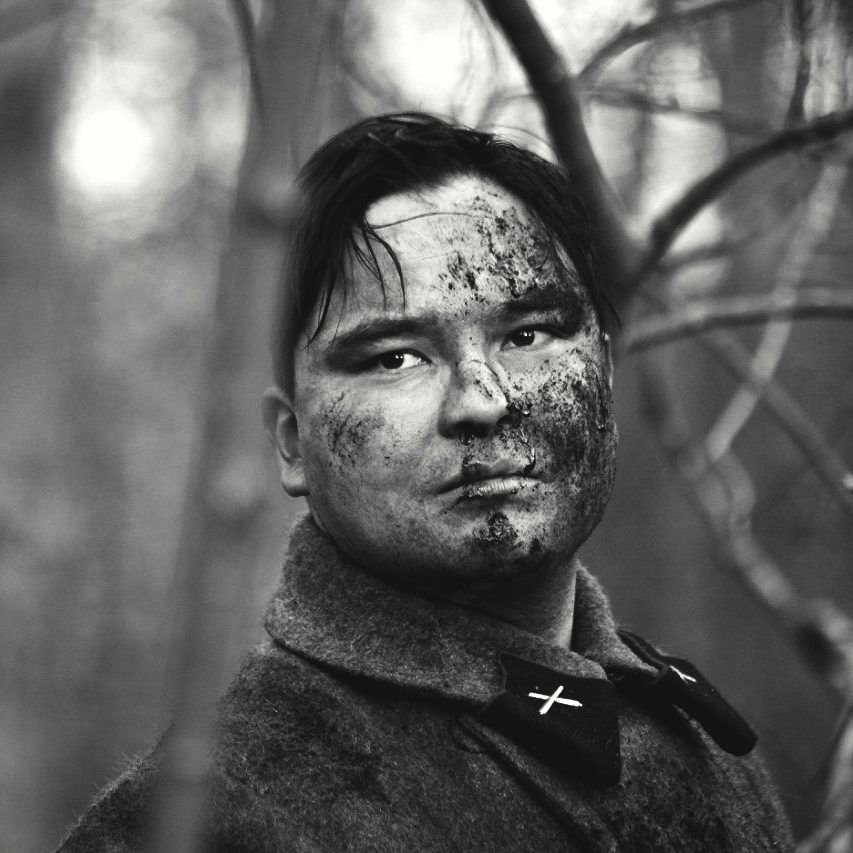
Баир Иринчеев
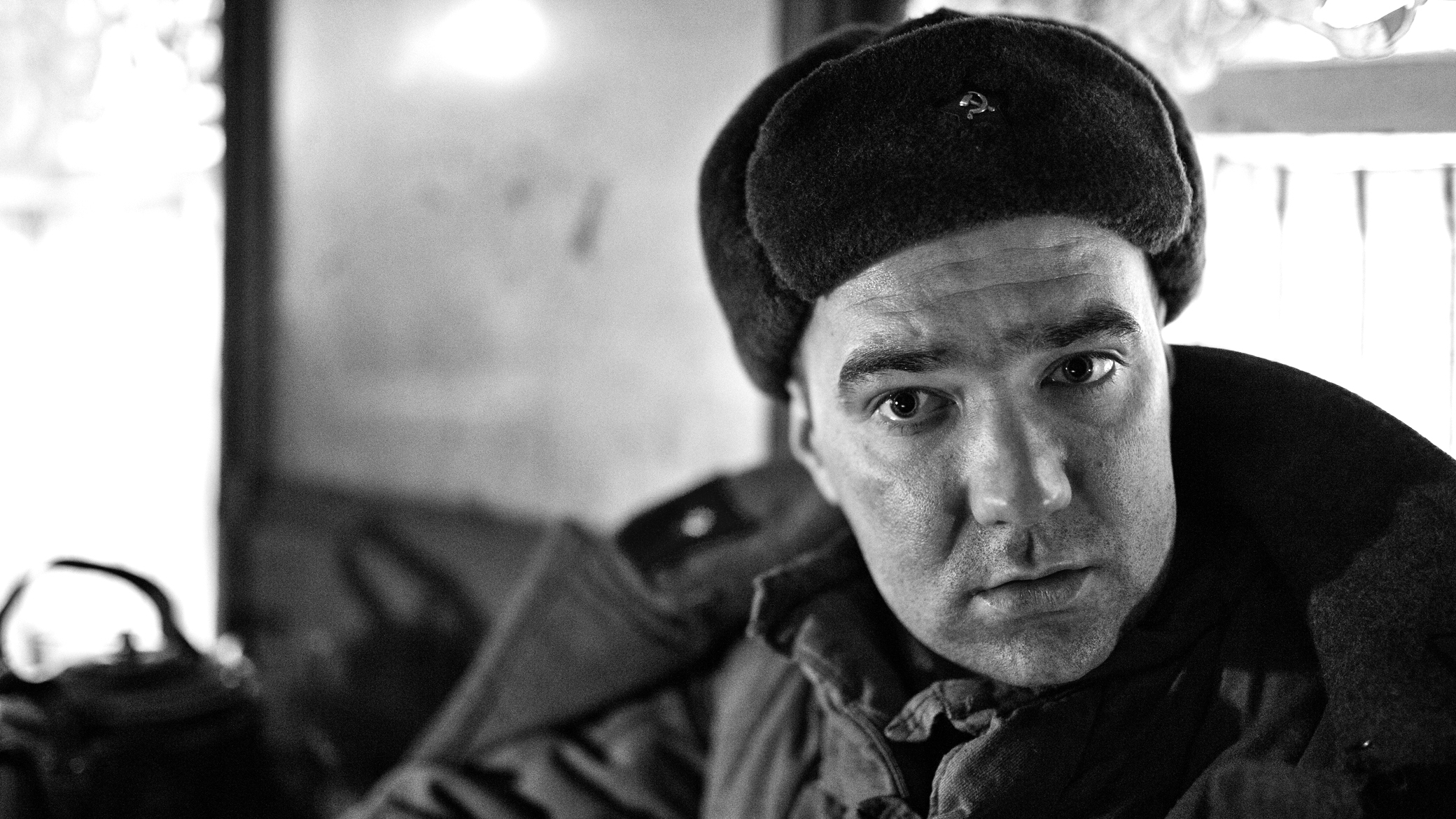
Андрей Бодренков
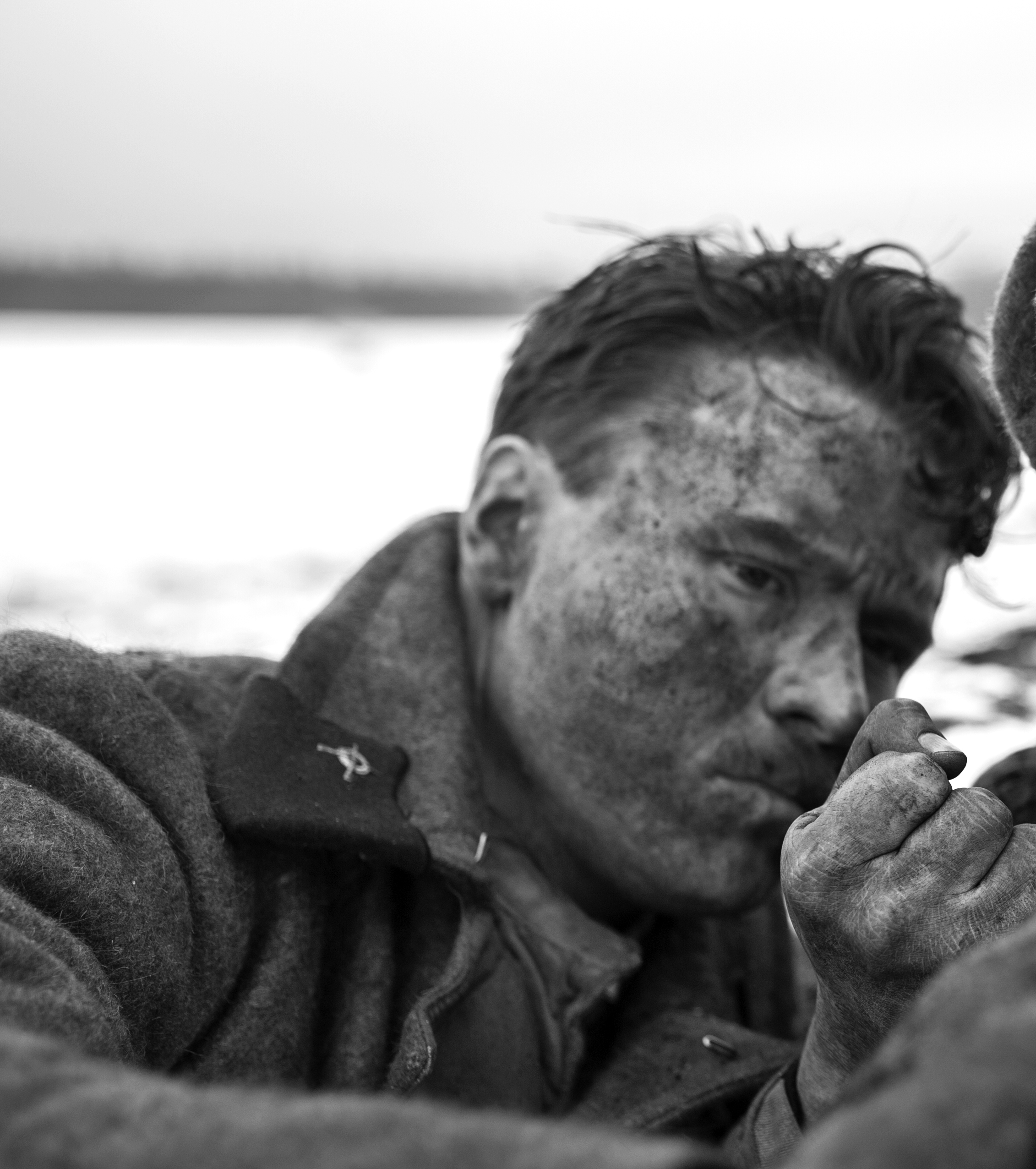
Дмитрий Мурашев
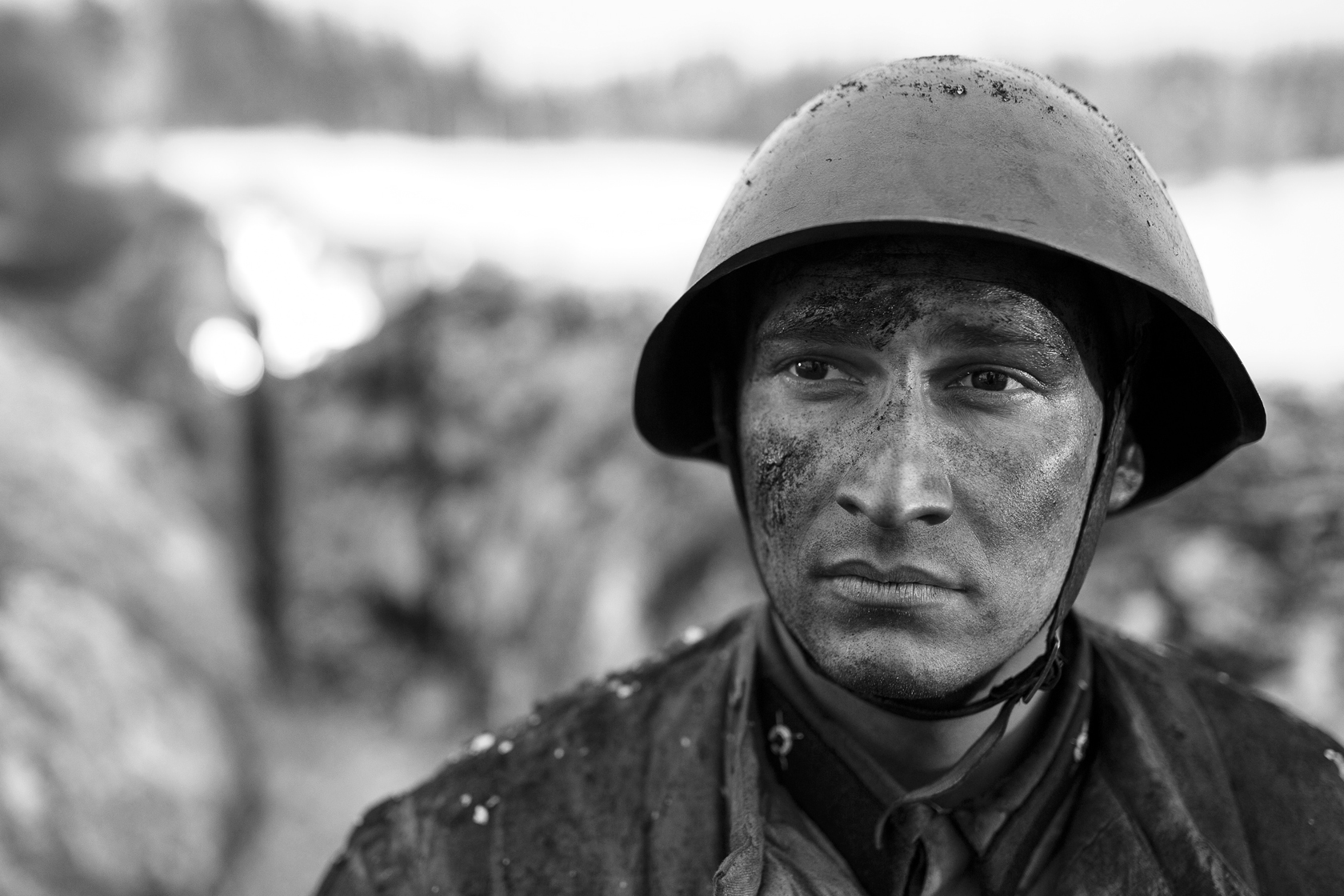
Павел Гончаров
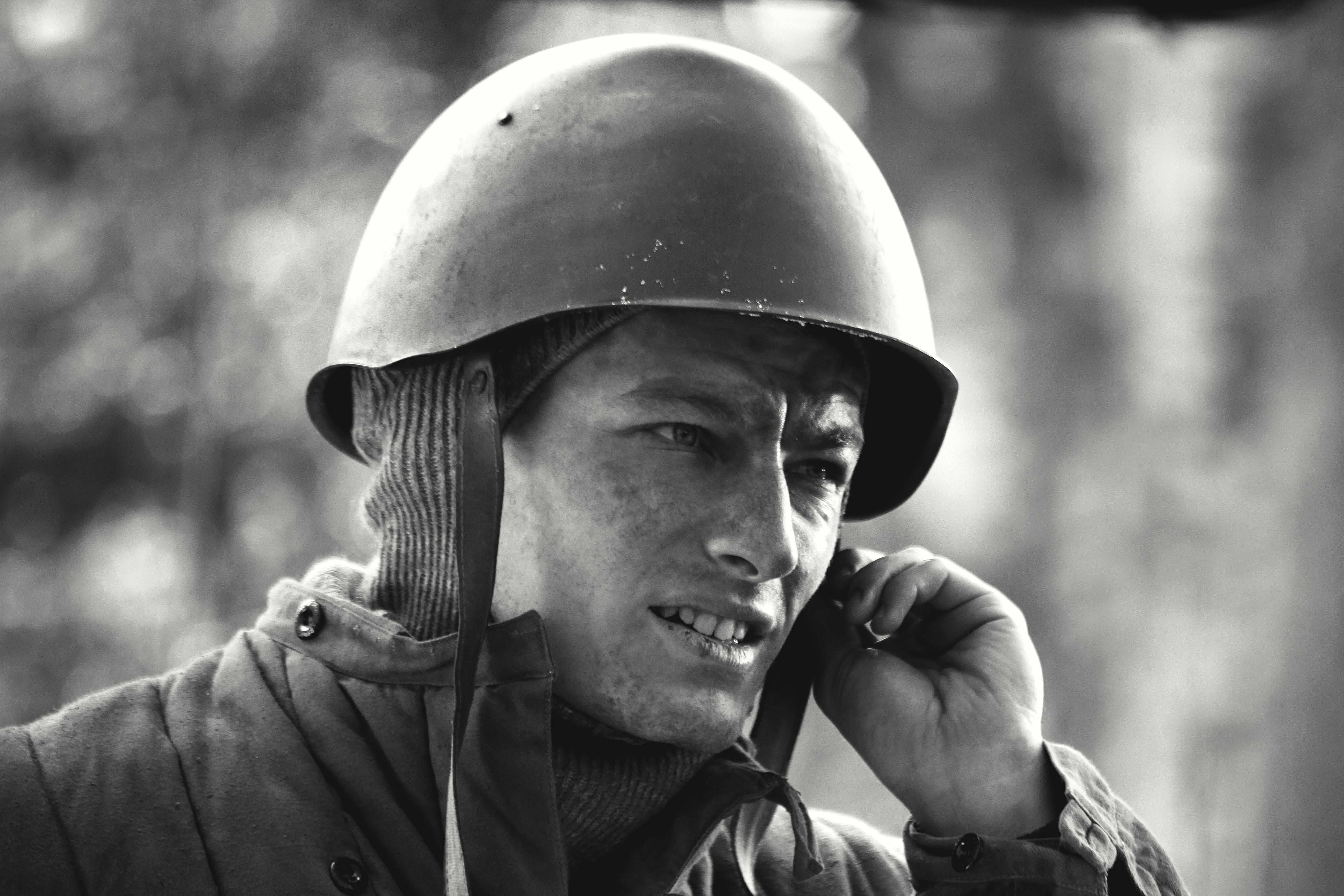
Максим Белбородов

## Историческая основа
Кадры военной хроники
Фильм посвящён бою 4-й роты 2-го батальона 1075-го стрелкового полка 316-й стрелковой дивизии, участвовавшей в 1941 году в обороне Москвы во время второго этапа немецкой операции «Тайфун». Дивизия была сформирована в Алма-Ате и находилась в подчинении генерал-майора И. В. Панфилова. 5 октября 1941 года дивизия была переброшена под Москву на Волоколамское направление.
К осени 1941 года группа армий «Центр» Вермахта одержала ряд побед в таких ключевых битвах как Смоленское сражение, Киевская, и Гомельская оборонительные операции. Вместе с тем ожесточенное сопротивление, которое было оказано советским Центральным фронтом, сильно замедлило темп наступления. Перед немцами стояла задача быстро прорваться к важнейшим транспортным артериям, ведущим к Москве: Волоколамскому, Варшавскому, Ленинградскому и другим шоссе, окружив таким образом столицу с севера и юга. Защитники СССР на каждом из оборонительных рубежей — в Брянске, Вязьме, Туле — должны были выиграть время для переброски подкрепления с других фронтов.
События фильма происходят непосредственно после того, как 7 ноября, в годовщину Октябрьской социалистической революции, правительство провело военный парад на Красной площади. Огромное значение этого парада признаётся и в современной России — 7 ноября является днём воинской славы. Перед страной выступил верховный главнокомандующий Сталин, выразив уверенность в том, что враг будет разбит и победа будет за СССР. Текст его выступления лёг в основу речи командира батальона в ночь перед боем.
О подвиге героев-панфиловцев впервые сообщил корреспондент Г. Иванов. В своей статье от 18 ноября 1941 года «8-я Гвардейская дивизия в боях» он описал бой стрелковой роты, в процессе которого «девять танков противника были подбиты, три сожжены, а остальные, не выдержав упорного сопротивления смельчаков, повернули обратно». Широкую огласку получило появившееся вскорости сообщение газеты «Красная звезда»: в своём очерке «Гвардейцы Панфилова в боях за Москву» (26 ноября 1941 года) фронтовой корреспондент В. И. Коротеев рассказал историю о двадцати восьми бойцах, которые 16 ноября 1941 года уничтожили 18 немецких танков и все до единого пали на поле боя. В двух последующих публикациях «Завещание 28 павших героев» и «О 28 павших героях» корреспондента А. Ю. Кривицкого эта история дополнялась художественными деталями, были названы имена героев. Всем 28 гвардейцам указом Президиума Верховного Совета СССР от 21 июля 1942 года было присвоено звание Героя Советского Союза посмертно.
После расследований 1948 и 1988 года Генеральной прокуратурой СССР версия подвига, описанная Коротеевым и Кривицким, была признана «художественным вымыслом»: расследования показали, что в бою участвовала вся рота, а не только 28 человек, некоторые из упомянутых Коротеевым бойцов выжили, попали в плен или не участвовали в бою. Последующие расследования до сих пор не выявили число и состав участвовавших в бою и погибших солдат, однако исследователи соглашаются в том, что растиражированная версия корреспондента не является точным историческим описанием боя.
При этом не отрицается факт того, что 16—20 ноября в результате упорного сопротивления 316 стрелковой дивизии и других соединений РККА немецкие войска были существенно задержаны, а их средняя скорость передвижения не превысила пяти километров в сутки.
Легендарный подвиг был включён в школьные и вузовские учебники по истории, а двадцать восемь героев упоминаются в гимне Москвы.
В оборонительном этапе Московской битвы советские войска понесли огромные потери: 514 338 человек — убитых и умерших от ран, 600 000 человек — пленные и 143 941 человек — санитарные, и это без учёта потерь народного ополчения, истребительных батальонов, формирований НКВД и партизан. В конце ноября 1941 года советские войска получили значительное подкрепление, а 8 декабря Адольф Гитлер подписал Директиву № 39 о переходе к обороне на всём советско-германском фронте. План молниеносного наступления «Барбаросса» провалился, а советские войска перешли в контрнаступление.

## История создания фильма

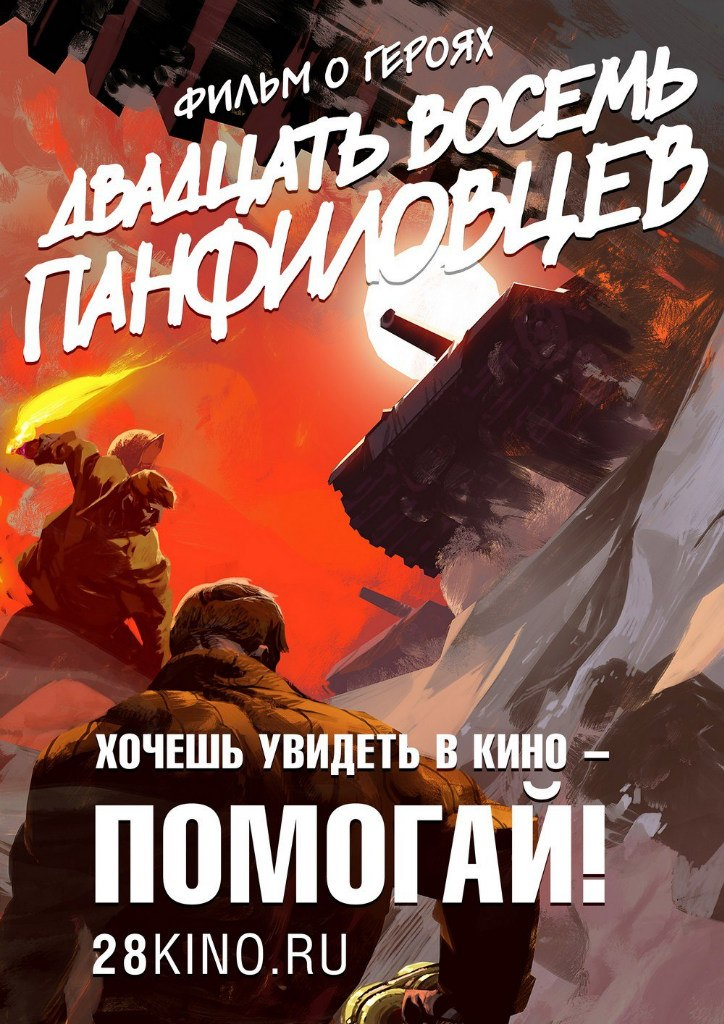
Постер, использовавшийся при сборе денег на фильм

В 2009 году был написан сценарий, после чего начался поиск средств на создание фильма. Отсутствие спонсоров и государственной поддержки вынудило создателей к использованию краудфандинга на платформе Boomstarter. Продюсер фильма Андрей Шальопа в 2013 году объявил о выпуске трейлера к фильму, на что требовалось собрать 300 тысяч рублей. Благодаря информационной поддержке Дмитрия Пучкова удалось собрать 398 тысяч рублей. В результате кампании фильм собрал 3 191 595 рублей и стал самым успешным краудфандинговым кинематографическим проектом данной платформы. Помогающие проекту люди высказывали надежду о возрождении российского военного кино:

Я бы не назвал это благотворительностью. Это надежда на то, что рассказов о подвигах и самопожертвованиях будет больше, чем «штрафбатов», «сволочей» и прочего шлака типа фильмов «Утомлённые солнцем — 2». Я хочу, чтобы мои дети смотрели хорошее кино.
— Житель Северодвинска Андрей Фокин, пожертвовавший проекту 1 млн рублей
Съёмочная группа обсуждала совместную работу над картиной с внучкой генерала Ивана Панфилова — Айгуль Байкадамовой. По её мнению, в работе над фильмом должны были участвовать казахи, а также необходимо извиниться перед людьми, которые погибли под Дубосеково, так как, кроме 28, попавших в список, погибли и другие люди.
Съёмки начались 4 октября 2013 года в павильонах на «Ленфильме». Основная часть съёмок состоялась зимой 2014/15 года, зимние сцены снимались под Санкт-Петербургом и в Иваново. Премьера планировалась на осень 2015 года. В фильме были задействованы как профессиональные актёры, так и добровольцы-любители. Военным консультантом, а также художником по костюмам и реквизитором выступил руководитель Военно-исторического клуба «Ленинград-900» Артём Кокин. Для съёмок первых сцен фильма директор Военного музея Карельского перешейка Баир Иринчеев безвозмездно передал реквизит и униформу бойцов РККА, также помощь с реквизитом оказал Военно-технический музей в Черноголовке.
25 ноября 2013 года состоялся пресс-показ и опубликован пилотный эпизод-тизер с трёхминутным разговором бойцов в землянке. Тизер делали пять человек. 9 мая 2014 года, в канун Дня Победы, опубликован фрагмент фильма с боем 4-й роты, который был отснят в марте в Ленинградской области под посёлком Агалатово.
В мае 2014 года к финансированию картины подключилась компания Gaijin Entertainment, являющаяся разработчиком военной онлайн-игры War Thunder. В данной игре появился специальный набор техники для покупки, и половина его стоимости перечислялась в фонд фильма. За счёт этого бюджет киноленты пополнился ещё на 5 миллионов рублей. С 29 апреля 2015 года Gaijin Entertainment принимала участие также в технических и организационных вопросах съёмок. При их поддержке был подготовлен и опубликован официальный тизер фильма.
В декабре 2014 года проект выиграл грант от Министерства культуры РФ в размере 30 миллионов рублей в рамках субсидирования из федерального бюджета в 2014 году производства игровых авторских и экспериментальных фильмов на тему «Военная драма». Проект поддержал министр культуры РФ:

За этот проект в интернете проголосовало 500 тыс. человек, а такой интерес говорит об актуальности темы. Мы всё время думаем, что зрителю нужно что-то новое: были ли нетрадиционные отношения между 28 мужчинами, неразберихи. Но на самом деле такие проекты говорят о здоровом обществе.
— Министр культуры РФ Владимир Мединский

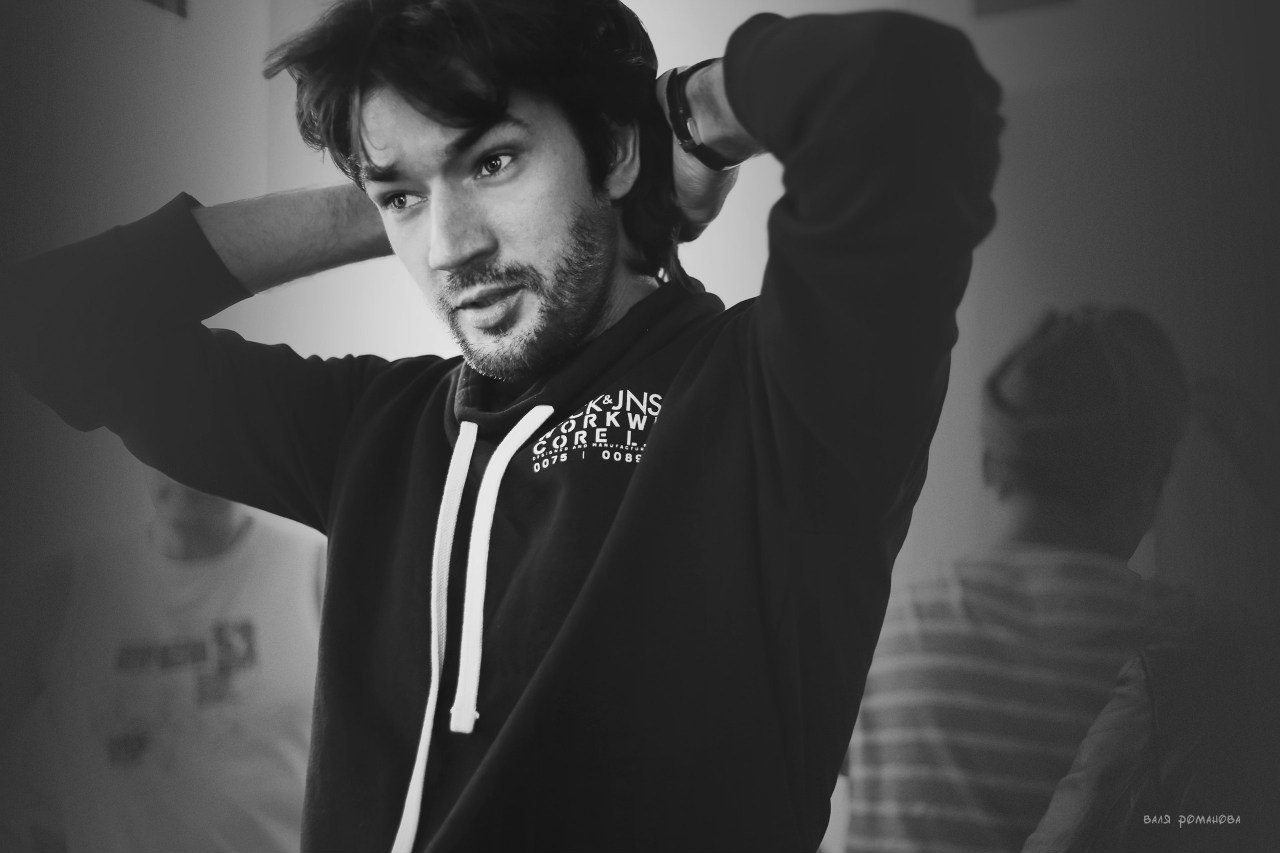
Режиссёр картины Ким Дружинин

Фильму также предполагалась государственная помощь со стороны Казахстана в размере 1 млн долларов. Однако в январе 2015 года министр культуры и спорта Казахстана Арыстанбек Мухамедиулы заявил, что сценарий не устраивает министерство и никакого сотрудничества не будет до доработки сценария по указаниям министерства (по сообщениям в СМИ Казахстана, одним из требований было включение в фильм диалогов на казахском языке). Впоследствии деньги от Казахстана всё же поступили в размере 80 миллионов тенге (около 287 тысяч долларов), при этом в сценарий были внесены небольшие изменения. В начало фильма была вынесена цитата участника Битвы за Москву, казахского героя, писателя Бауыржан Момышулы, который воевал в составе 316-й стрелковой дивизии в должности командира батальона, а в финальных титрах показывается памятник панфиловцам в Алма-Ате. Уменьшение суммы против изначально заявленной министр культуры объяснил экономическими трудностями последнего времени. С другой стороны, он сообщил о технической помощи проекту и помощи в организации массовок.
15 ноября 2015 года был представлен трейлер фильма. Трейлер сразу привлёк к себе интерес — более трёхсот тысяч просмотров с вечера воскресенья, когда он был опубликован, до утра понедельника. Этот случай считается беспрецедентным для российских видеороликов такого рода.
27 мая 2016 года Gaijin Entertainment и студия «28 панфиловцев» сообщили, что выход фильма состоится 24 ноября 2016 года. Прокатчиком картины выступила компания Universal Pictures Russia.
10 ноября был завершён дубляж фильма на казахском языке киностудией «Казахфильм», и во время премьеры фильм вышел в двух версиях (на русском и казахском языках). В этот же день состоялся окончательный пресс-релиз фильма и пресс-конференция с создателями фильма.
Премьера фильма состоялась в день 75-й годовщины боя у разъезда Дубосеково, 16 ноября в городе Волоколамск, где разворачивались показанные в фильме события.
18 ноября 2016 года съёмочная группа привезла фильм в Алма-Ату, город, в котором генерал Иван Панфилов формировал 316-ю стрелковую дивизию и в окрестностях которого тренировал «истребителей танков»: дивизия состояла преимущественно из призывников городов Алма-Ата, Фрунзе, Талгар и окрестных станиц. Этим был обусловлен выбор города для «второй премьеры». Специальный показ состоялся в кинотеатре «Kinopark 11 IMAX Esentai» одновременно в двух залах, где демонстрировался на языке оригинала (русском) и в дубляже на казахский язык. Присутствовали министр культуры Республика Казахстан Арыстанбек Мухамедиулы, внучки генерала Панфилова Алуа и Айгуль Байкадамовы, ветераны ВОВ и их потомки, участники народного патриотического движения «Нас миллионы панфиловцев». Состоялись пресс-конференция и творческая встреча зрителей с авторами, Андреем Шальопой и Кимом Дружининым, артистами Алексанром Устюговым, Азаматом Нигмановым и другими участниками съёмочного процесса.
24 ноября 2016 года фильм вышел в широкий прокат, собрав в странах СНГ 385 млн рублей.
9 мая 2017 года в День Победы фильм был показан на Первом канале.
9 мая 2020 года в День Победы фильм был выложен в общий доступ на канале киностудии.

## Замысел и стилистика
Идея фильма возникла у Андрея Шальопы в 2008 году, сценарист заинтересовался темой классической героики. Шальопа написал сценарий фильма в 2009 году, когда захотел рассказать о легенде, являющейся «воплощением мужества, отваги и силы русских, советских людей, сражающихся за Родину» и рассматривал её как один из опорных пунктов, формирующих национальное самосознание народа-победителя.

На дворе XXI век. Дышло исторической «правды» отвернулось от своих героев. Но прошлое останется неизменным. И в этом прошлом, в далеком 41-м, из-под перепаханных бомбами укреплений, выберутся наружу бойцы 4-й роты, отряхнутся от грязного снега, рассчитаются, поймут, что осталось их всего 28, докурят свои самокрутки, возьмут в руки гранаты и встретят лавину немецких танков.
Об этом наш фильм.— страница проекта на краудфандинговой площадке

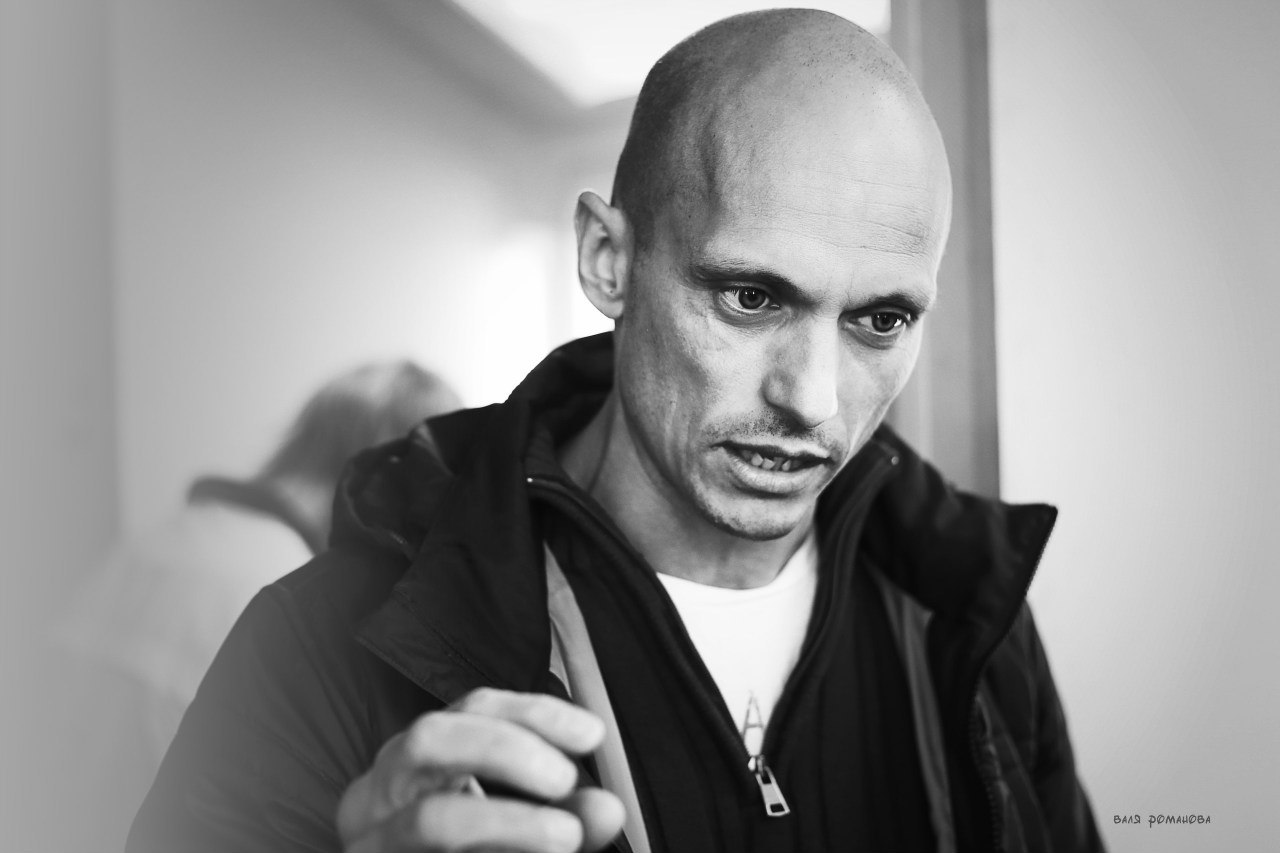
Автор сценария, продюсер и режиссёр картины Андрей Шальопа

По словам режиссёра, изначально фильм задумывался в стилистике комикса, как что-то близкое по духу к фильму «300 спартанцев». Важным источником вдохновения для команды были советские монументы. Уже в 2013 году, до начала съёмок, авторы выложили фото памятников «Стоять насмерть», «Брестская крепость-герой» и картин «Штурм Сапун-горы», «Оборона Севастополя» в группе фильма в социальной сети ВКонтакте с подписью «Художественные и стилистические образцы». В титрах появляются памятник панфиловцам в Алма-Ате, а фильм заканчивается панорамным кадром с видом на мемориал у Дубосеково. Образ девушки, передающей красноармейцу одежду перед боем является отсылкой к образу Родины-матери. Стилистика раскадровок и иллюстраций, использовавшихся в ходе кампании по сбору средств, обнаруживает немалое сходство с монументальной скульптурой — эту особенность режиссёр хотел сохранить и в фильме.
Первоначальный замысел претерпел большие изменения — была идея снять чёрно-белое фронтовое кино, но затем создатели решили остановиться на более распространённой форме и снять полноценный цветной фильм для широкой аудитории, сохранив при этом преемственность по отношению к советской традиции военного кино и избежав характерных для неё штампов. По словам Шальопы, никакие советские фильмы не брались напрямую за основу, однако режиссёр неоднократно упоминал картины «Мир входящему», «На войне как на войне», «Они сражались за Родину», «У твоего порога» как фильмы, «с которыми хочется сравнений». Создатели неоднократно называли свою картину фильмом-памятником и желали сосредоточиться на описании войны и подвига Панфиловской дивизии — именно этим они мотивировали отказ от любовной линии, предысторий персонажей и отсутствие явно выраженного главного героя. Через фильм лейтмотивом проходит мысль о том, что для победы за Отчизну нужно не геройски умирать, а сражаться и выживать, для того чтобы поражать врага дальше. Создатели замечают, что такая интерпретация героизма не является чем-то новым, а встречается, например, в произведениях времен войны Александра Бека.

Наш художественный замысел был в том, чтобы снять фильм-памятник, чтобы ракурсы, которые мы показываем, пересекались с огромным количеством существующих памятников. Если вспомнить, чем заканчивается кино, то понятно, что мы пытались воссоздать мемориал «Героям-панфиловцам», который стоит в Волоколамске. Задача была — запечатлеть этот камень во плоти.— второй режиссёр фильма Анна Шевцова
Другой аспект стилистики фильма — это изображение врагов и сцен насилия, которые неизбежно присутствуют в фильме о войне. Возрастное ограничение картины — «12+», и Шальопа хотел, чтобы фильм смотрели мальчишки, а потому напряжение нагнетается не показом натуралистичных подробностей, а через эмоции героев и визуальный эффект операторских находок. Немецкие пехотинцы изображены обезличенными, они выглядят, по выражению критика Л. Милюковой, как рой саранчи — режиссёр объясняет это тем, что хотел показать врага таким, каким видит его солдат.

## Операторская работа и спецэффекты
В процессе съёмок операторы картины использовали следующие документы: раскадровку, режиссёрский сценарий, операторскую таблицу и схему танкового боя. Схема боя содержала точное расположение танков и камеры в разные моменты времени, а операторская таблица описывала, какую технику необходимо использовать в каких сценах. Такая тщательная подготовка позволила команде работать в зимних условиях и при коротком световом дне.
Режиссёры хотели использовать минимум 3D-анимации и снять как можно больше эффектов на камеру. Первые опыты они проводили, перемещая примитивные игрушечные танки размером со спичечный коробок на простынях с помощью верёвок. Эти эксперименты показали, что использование уменьшенных моделей танков позволит создать нужный уровень реализма.
В качестве подрядчика для создания спецэффектов была выбрана студия Scandinava, прежде специализировавшаяся на рекламных роликах и не имевшая опыта работы с большими фильмами. Специалисты из Scandinava производили эксперименты по скоростной съёмке и заинтересовали Дружинина и Шальопу своим роликом «Нефть», в котором столб горючей жидкости вращался и воспламенялся без применения 3D-анимации. Для работы над фильмом студия расширила штат с шести до 28 человек.

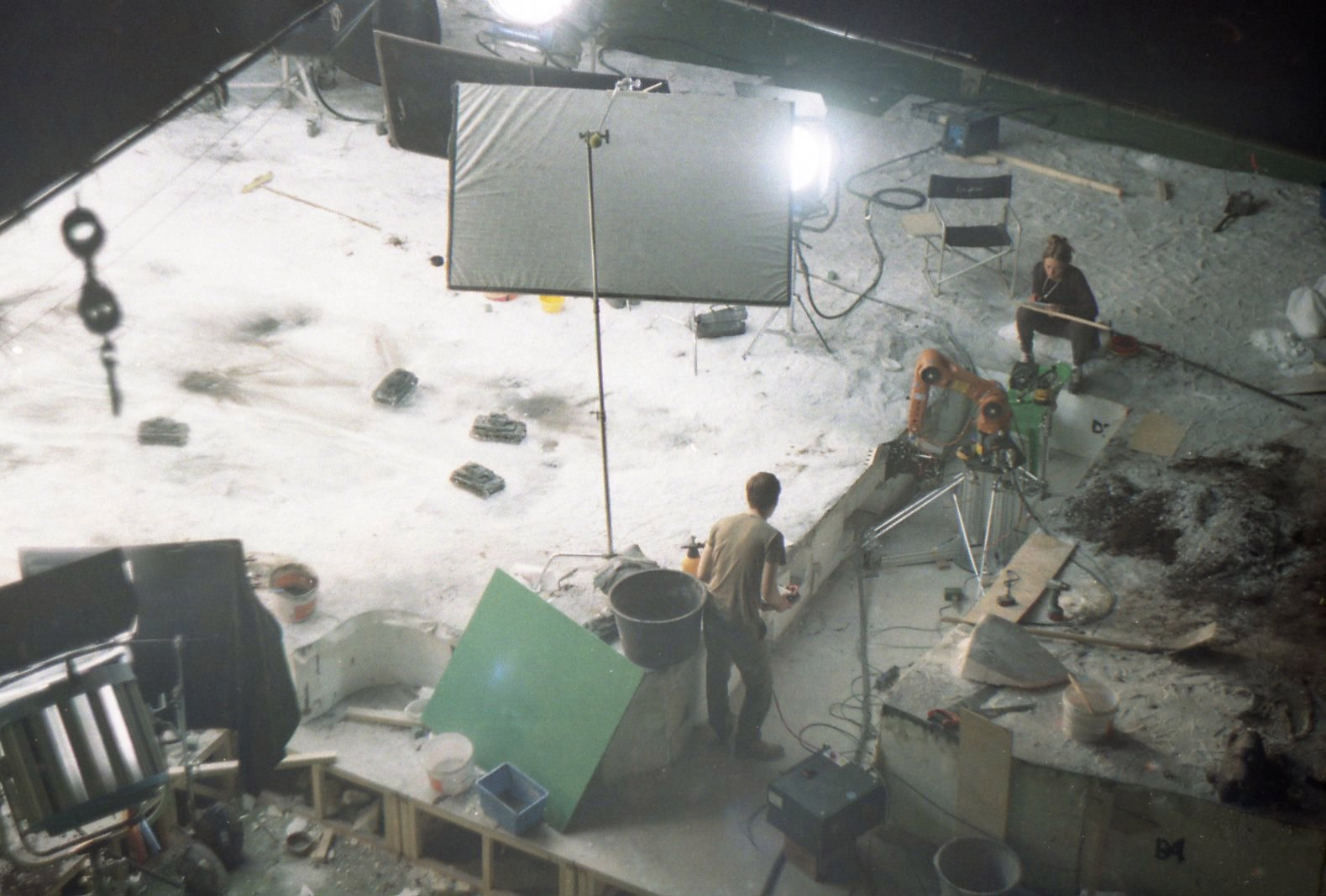
Павильон на «Ленфильме»
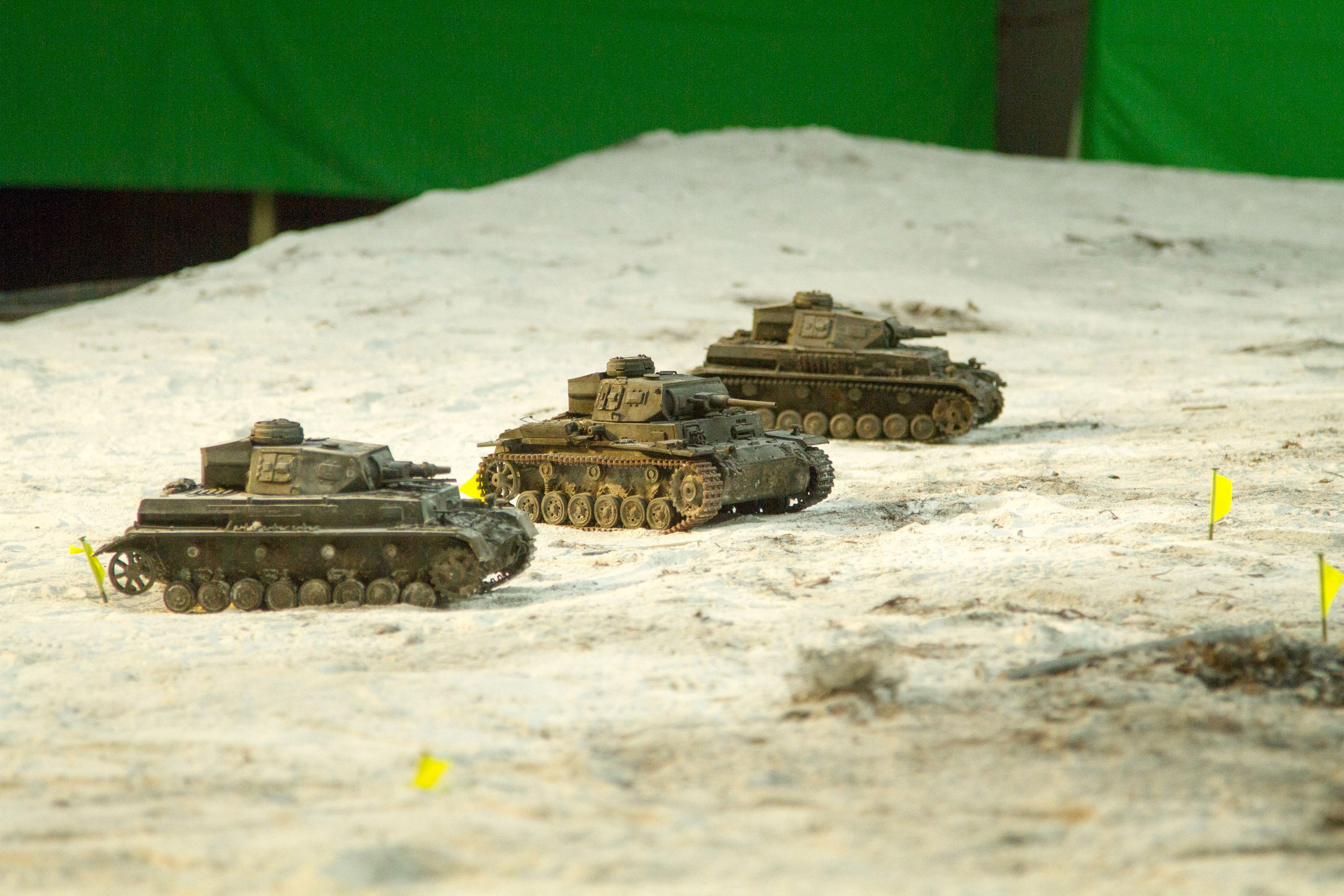
Модели танков PzKpfw IV (по бокам) и PzKpfw III (посередине)
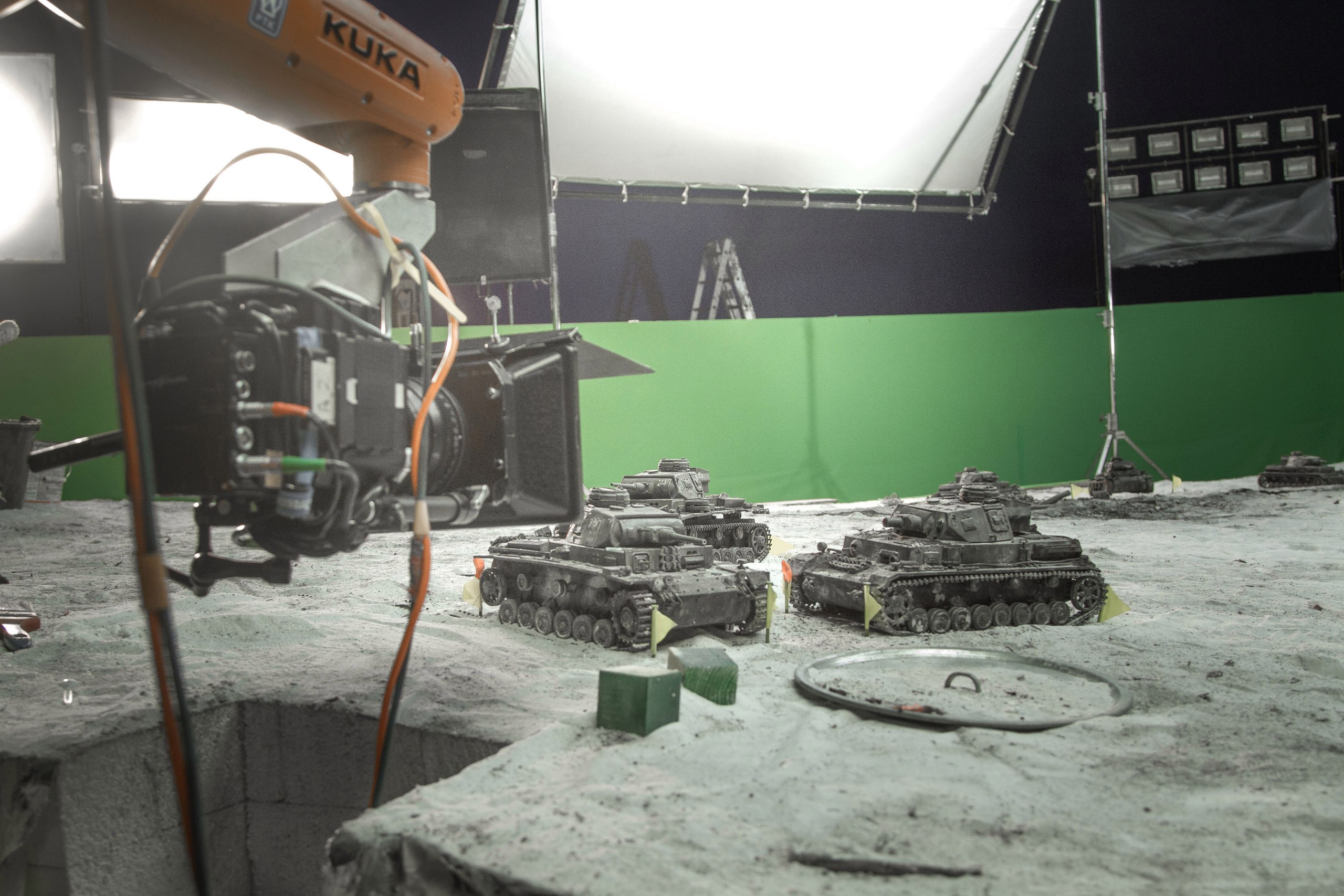
Съёмки моделей в павильоне
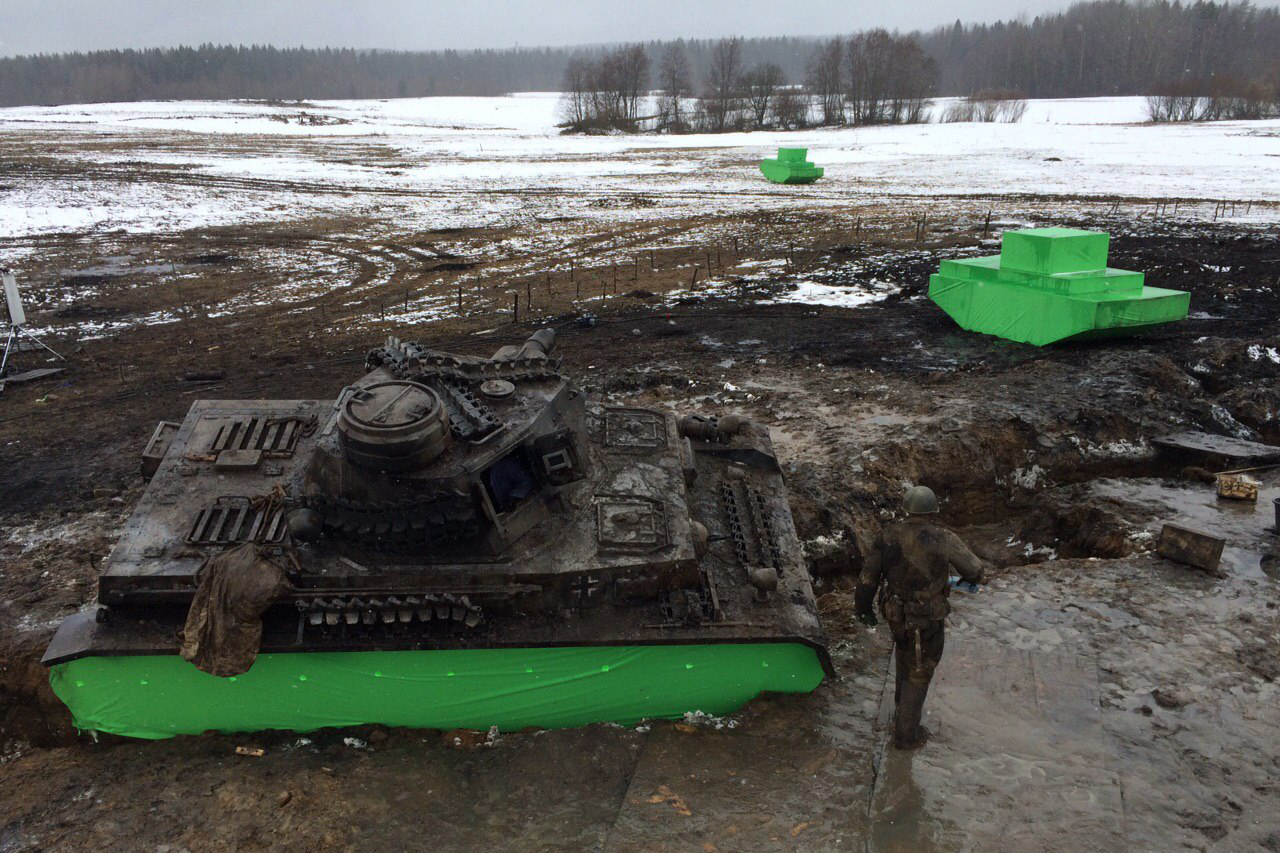
Натурные съёмки моделей 1:1
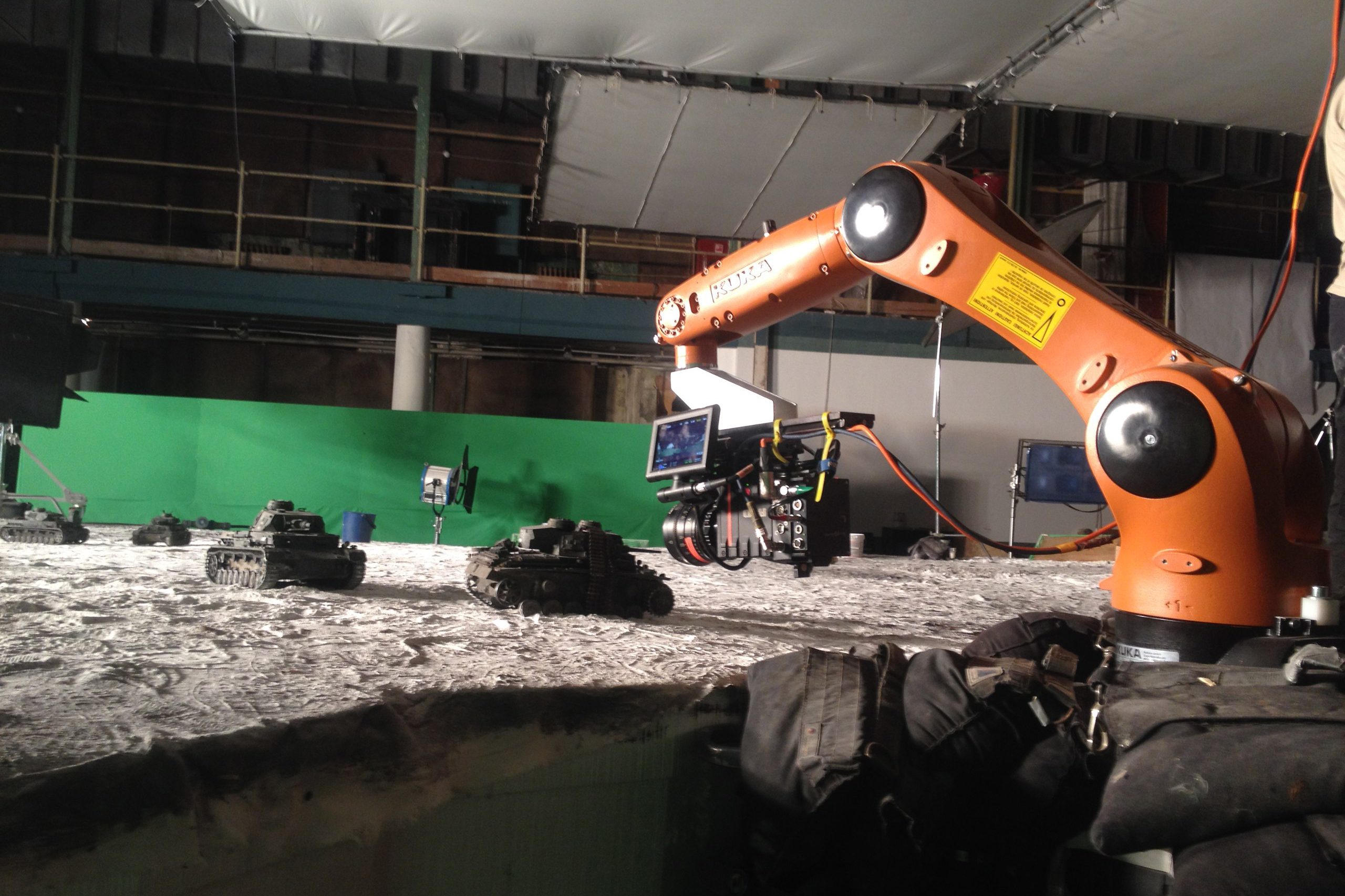
Программируемая рука Kuka
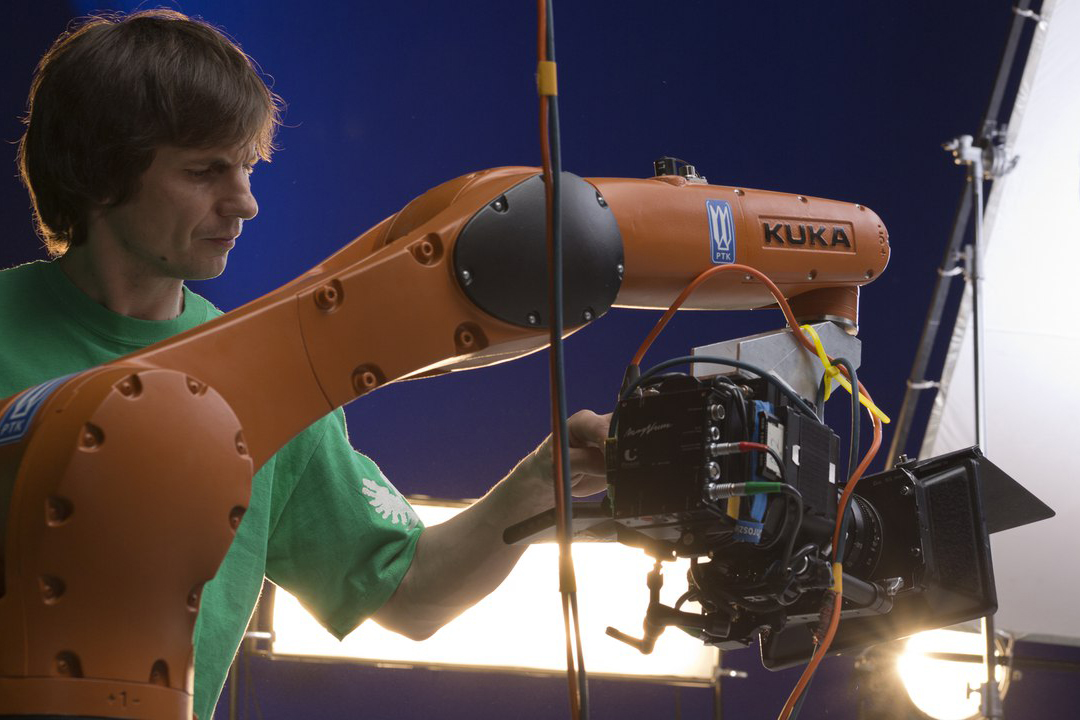
Оператор руки
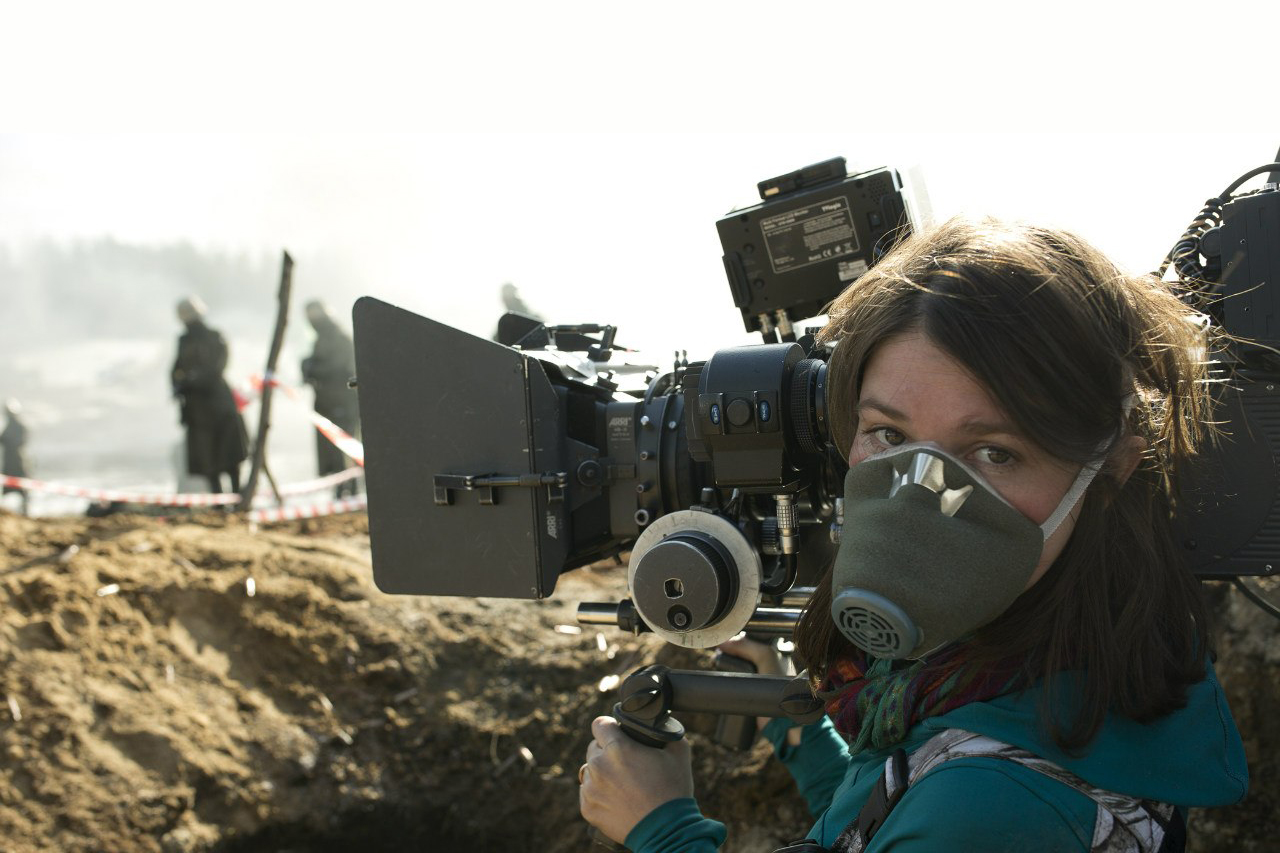
Съёмки взрывов
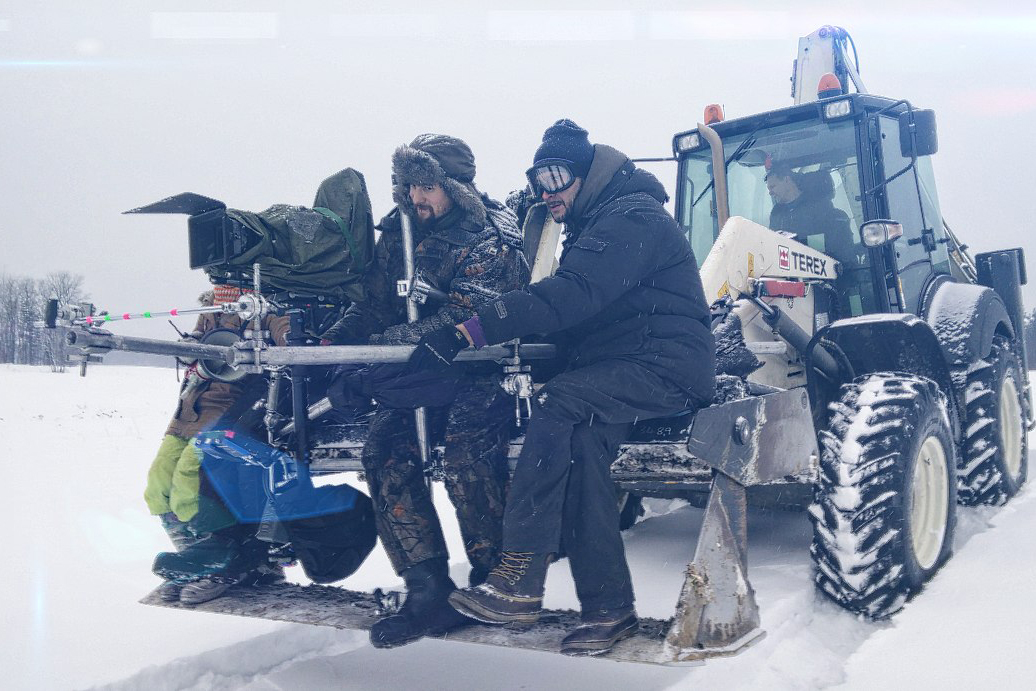
Оператор на тракторе
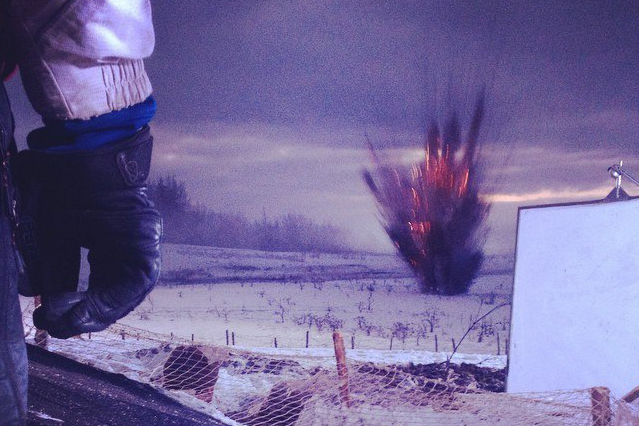
Пиротехнические взрывы
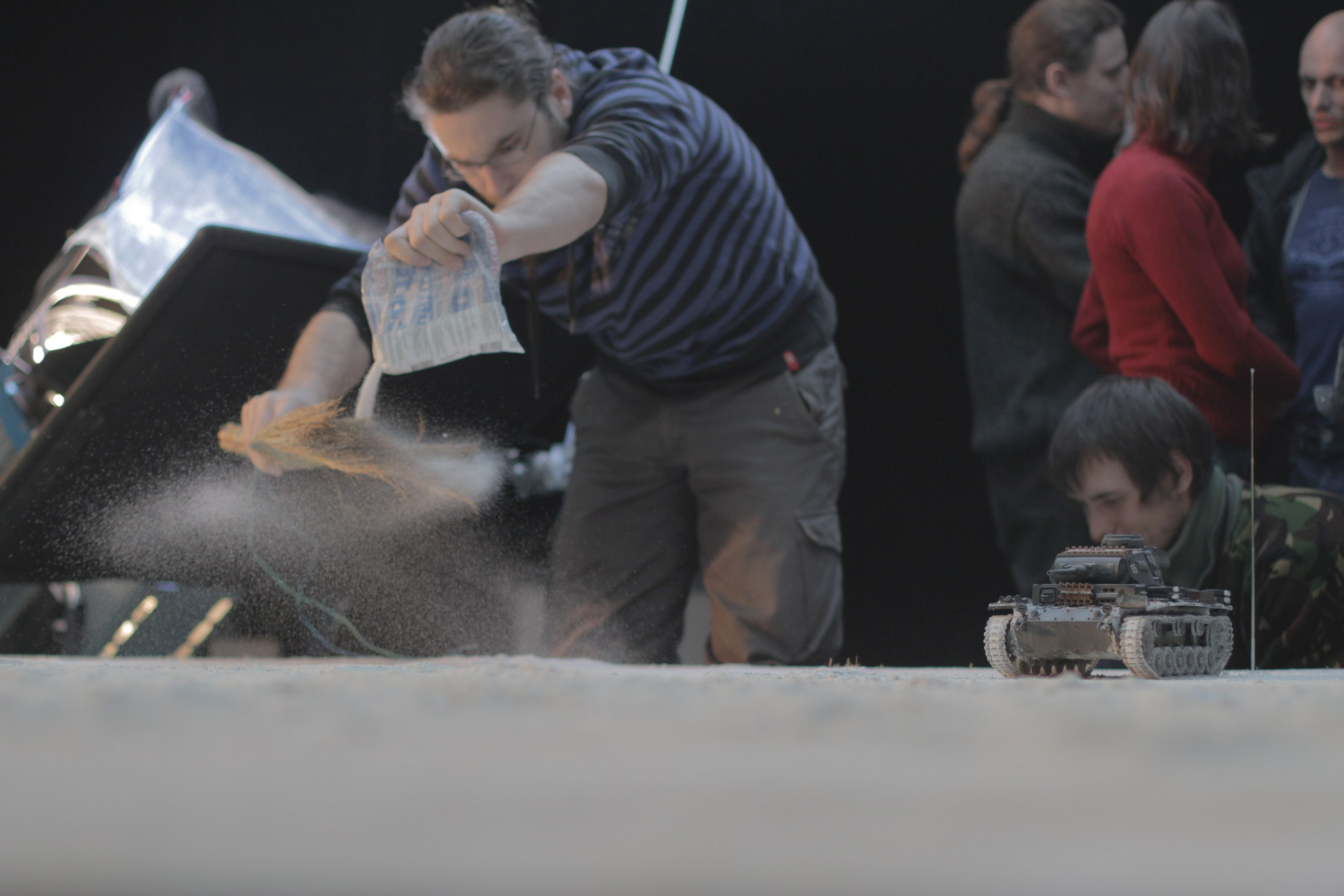
Воссоздание снега в павильоне

Для создания кадров с танками специалисты студии применили старую технологию комбинированных съёмок. На съёмках в поле использовались полноразмерные деревянные макеты танков, обтянутые зелёной тканью, которые рабочие передвигали по полю на санях. Затем геодезисты произвели измерения ландшафта, и Scandinava воссоздала поле боя в масштабе 1:16 в студии и пересняла все сцены с детализированными моделями танков, уменьшенными в 16 раз. Для создания атмосферы зимы в фильме (снег, метель, небо, меняющееся по драматургии фильма), последствий атак (дымы, пепел), а также для усиления выстрелов орудий и некоторых взрывов студия Scandinava решила не использовать традиционный подход с использованием CGI (Сomputer-generated imagery, букв. «изображения, сгенерированные компьютером»), вместо этого снимая на камеру настоящие природные эффекты. Съёмки на натуре, танки и природные эффекты были собраны слоями на компьютере в одно цельное изображение.
Такой подход требовал определённой техники съёмок. Для того, чтобы перемещения игрушечного танка были похожи на перемещения настоящего, необходимо было снимать его в четыре раза быстрее, а затем замедлить полученные кадры. Камеру, соответственно, нужно было перемещать в четыре раза быстрее, чем на поле, что невозможно сделать руками. Поэтому в павильонных съёмках для управления камерой операторы использовали роботизированную руку KUKA Agilus, предоставленную и запрограммированную с помощью специалистов НИИ робототехники. Для съёмок крупным планом был построен полноразмерный макет танка PzKpfw IV, боевое отделение которого было воссоздано на «Ленфильме» как отдельная капсула на пружинах, что позволяло добиться реалистичной качки при съёмках. В настоящее время макет хранится в музее карельского перешейка в Выборге, а одна из малых моделей стала частью коллекции короля Иордании, который был заинтересован фильмом.
Весь фильм снят на камеру Arri Alexa, кроме танков, где из-за размеров требовался аппарат компании Red. В качестве оптики использовали сферический объектив серии Illumina петербургского завода «ЛОМО» — по словам оператора, это решение позволило сгладить эффект «чрезмерно качественного» изображения, которое присуще всем современным камерам.
Заключительные титры фильма занимают около 20 минут экранного времени — в основном из-за того, что в них перечислены имена всех, кто внёс средства на создание фильма (35 086 человек). Также особенностью титров является то, что в них указаны родные города артистов и участников съёмочной группы. С одной стороны, это показывает, что участие в съёмках принимал весь мир, а с другой, отсылает к легендарной фразе политрука Клочкова «Велика Россия а отступать некуда — позади Москва».

## Звуковое оформление
Звук для фильма был записан и сведён на технической базе студии «Невафильм». За написание музыки к фильму взялся известный своими саундтреками к компьютерным играм Михаил Костылев. По словам композитора, он стремился передать ощущение гордости за Победу и подвиг, создав эпический музыкальный фон, в котором сохранилась бы драматичность. Лейтмотивом большинства композиций является тема «Вечный огонь», которую Костылев сочинил на раннем этапе производства фильма. Саундтрек записывался уже после сведения видеоряда, при этом сначала партитура для всех инструментов была записана с помощью MIDI-редактора. Это позволило режиссёру сразу оценить примерное звучание музыки, её настроение и темп. Затем с использованием метронома записывались отдельные партии инструментов, вокал, хор и части, в которых задействован целый оркестр.
Хоровые партии исполняют вокалисты Московского Синодального хора под управлением заслуженного артиста Российской Федерации Алексея Пузакова, инструментальные — музыканты ансамбля солистов Академического симфонического оркестра филармонии.
В 2017 году Михаил Костылев получил специальный приз имени композитора Михаила Глинки на X Всероссийском кинофестивале актёров-режиссёров «Золотой Феникс» .

## Кассовые сборы и прокат
Прокат фильма в России проходил с 24 ноября по 26 декабря 2016 года. Объём общей кассы за первые выходные составил 180 559 249 рублей. В России и Беларуси в начале проката фильм уступил по сборам только фильму «Фантастические твари и где они обитают».
Согласно отчёту Фонда кино, на 48-й неделе (с 24 по 30 ноября), российские кинотеатры посетило 3,4 млн зрителей, из которых каждый четвёртый зритель выбрал «28 панфиловцев», и сборы составили 209,8 млн рублей. Фонд сообщает, что показатели утренних и дневных показов в процентном соотношении были на уровне вечера. То есть кино привлекло широкую аудиторию — и взрослого зрителя, и школьников со студентами. Всего до 30 ноября в России прошло 36 616 сеансов, которые посетили 878 944 зрителя.
Сборы в Казахстане составили 61,3 млн тенге.
К середине января кассовые сборы составили около 366,6 млн рублей в России, а всего в странах СНГ фильм собрал 385 млн рублей.
26 декабря фильм стал доступен для покупки в онлайн-магазинах, а 27 января 2017-го вышло издание на DVD и BluRay. Издание на BluRay включает в себя фильм о фильме и раскадровку. Существует также адаптированная для людей с нарушениями зрения версия фильма с тифлокомментариями.

## Зарубежный прокат
В ходе Европейского кинорынка EFM права на фильм были проданы на франкоязычные территории, Великобританию, Японию и Южную Корею. Также была согласована продажа прав на немецкоязычные территории, Чехию и Словакию, получено предложение от Польши, Китая, стран бывшей Югославии и Турции. Примечательно, что фильм заинтересовал закупщиков из Швеции, Дании и Норвегии: традиционно эти территории нечасто приобретают права на российские проекты. Дистрибьютором выступила компания Russian World Vision.

## Реакция и признание

### Оценка зрителями и СМИ
| Рейтинги на киносайтах | Рейтинги на киносайтах |
| Издание                | Оценка |
| ---------------------- | --- |
| Google Play            | · (650 голосов) |
| iTunes Store           | · (142 голоса) |
| IMDB                   | · (1228 голосов) |
| Кинопоиск              | · (21 327 голосов) |
| Ivi.ru                 | 7,9 из 10 звёзд · 7,9 из 10 звёзд · 7,9 из 10 звёзд · 7,9 из 10 звёзд · 7,9 из 10 звёзд · 7,9 из 10 звёзд · 7,9 из 10 звёзд · 7,9 из 10 звёзд · 7,9 из 10 звёзд · 7,9 из 10 звёзд |
| Кино Mail.Ru           | · (969 голосов) |
| Кино-театр.ру          | · (116 голосов) |
| Metarankings.ru        | · (115 голосов) |
| Kinonews.ru            | · (57 голосов) |
| Кинокадр.ру            | · (133 голоса) |
| Афиша.ру               | · (466 голосов) |
| Фильм.ру               | · (439 голосов) |

Публикой и кинокритиками фильм был воспринят положительно. На сайте КиноПоиск оценка зрителями фильма составила 8,64 из 10, и 9 из 10 учтённых рецензий кинокритиков были положительными. По данным агрегатора Megacritic, средняя оценка критиками фильма составила 71 из 100; по данным агрегатора «Критиканство» — 72 из 100, по данным издания «Новости кино» (KinoNews.Ru), которое являлось информационным партнёром проекта, он получил 7,46 балла из 10. Фильм производил сильное впечатление на аудиторию, в конце сеансов зал аплодировал. Согласно опросу ВЦИОМ, россияне считают «28 панфиловцев» лучшим фильмом 2016 года, картина заняла первое место в «Топе Топов» по результатам исследования цифровых магазинов и сайтов отзывов, проведённого компанией «Фильм Про», вошла в список девяти лучших российских фильмов по версии проекта Кинократия Российской газеты.
Выход фильма нашёл широкое отражение в прессе, став самым упоминаемым в СМИ российским фильмом 2016 года. Часто упоминаемым достоинством фильма называется качество диалогов, отсутствие штампов и навязанного военного пафоса, сдержанность при описании героических событий. Критики фильма среди недостатков отмечают отсутствие любовной линии и вопросов взаимодействия полов, обезличенность врага, недостаток персональных историй главных героев. В своих интервью создатели выделяют эти черты как важную часть замысла фильма, а некоторые издания рассматривают их как плюсы картины. Встречается мнение, что картина не является в полной мере фильмом, а скорее — реконструкцией боя. И сторонники, и противники фильма высоко оценили достоверность, хореографию боя и внимание к деталям.

### Оценка профессиональных кинокритиков
Фильм получил полярные отзывы со стороны искусствоведов и профессиональных критиков: наряду с однозначно положительными рецензиями имелось и немало негативных оценок. По словам кинокритиков «Российской газеты» Дмитрия Сосновского и Шамиля Керашева, фильм делает зрителей непосредственными участниками битвы, а созданная умелой операторской работой и качественным звуком мрачная атмосфера позволяет почти физически ощутить столкновение с индустриально-технократическим злом. Эти специалисты называют картину одним из лучших постсоветских военных фильмов. Ярослав Забалуев, Денис Рузаев и Борис Иванов отмечают, что действия советских солдат показаны обстоятельными и профессиональными, что делает их подвиг осмысленным, а не оголтелым. Эстонский кинокритик Борис Тух и латвиец Артур Завгородний высоко оценили операторскую работу Никиты Рождественского и усилия военных консультантов картины. «Отличная атмосфера с первого кадра. Насыщенное изображение дышит. Всевозможные пролёты и скольжения камеры в дуэте с душевными музыкальными композициями. Добротная драма о том, что битва за Родину — изнурительная работа, поэтому нельзя сказать „я устал, замёрз, болен, не хочу“. Чтобы намертво стоять, нужно быть живым», описывает Завгородний.
По словам Андрея Архангельского, «несмотря на то, что авторы сознательно делают реверансы современному кино <…>, по мироощущению, по духу это такое добровольно-архаичное кино, как будто авторы хотели доснять не снятый в 1970-е фильм». С «генеральскими» фильмами семидесятых сравнивает «28 панфиловцев» и Денис Горелов.
Некоторые рецензенты считают, что драматургическая составляющая фильма довольно слаба. «У киноистории нет развития. Персонажи — замечательные воины, лишены воспоминаний о мирной жизни. Лишены судьбы, характеров, внутренних противоречий. Нет в них муки сомнений, страха. Стёртые индивидуальности сливаются в смутном образе массового героизма. Но тогда нет и боли, осознания чудовищности гибели каждого, ставшего близким», — пишет критик Лариса Малюкова. По словам журналиста Дениса Рузаева, очищая военный фильм от политики и мелодрамы, авторы отказываются и от психологизма. Сценарист и кинокритик Лариса Ягункова высказывает другую точку зрения, утверждая, что создатели умышленно предпочли не использовать «драматургических изыски» «вроде любовной интриги или воспоминаний о мирной жизни» для того чтобы показать народу, как надо побеждать в жестоком бою. В своей рецензии Ягункова пишет: «Не психологизм представляется ему кратчайшим путем к сердцу зрителя, а мощное стремительное воздействие на его сознание, на способность наблюдать, мыслить и делать логические выводы. Отсюда этот образ смертельного боя, в котором не существует отдельно взятых героев, есть один герой — советский солдат».
Кинокритик Антон Долин назвал фильм «никудышным» и предположил, что тема войны и патриотизма работает сама по себе, вызывая предсказуемую реакцию зрителя, а авторы «не сообщают новой информации, не дают неожиданных эмоций — вообще ленятся». По его мнению, картина выстроена на клише и штампах, а съёмочная группа подобна каше из топора из одноимённой сказки. Обозреватель Леонид Павлючик отметил, что несмотря на то, что дуэт Шальопы и Дружинина ответственно отнёсся к работе, результат больше всего напоминает компьютерную игру. Критик отмечает, что в фильме в центр повествования поставлена именно реконструкция боя — «дотошно воспроизведённого, выразительно снятого и убедительно сыгранного», в то время как в советских картинах бой зачастую являлся лишь эпизодом. Такой экспрессивно-визуальный подход, по мнению Павлючика, может прийтись по душе лишь молодым зрителям. «Фильм снят скорее старательно, чем талантливо. Скорее добросовестно, нежели вдохновенно. Скорее мастеровито, чем мастерски» — писал критик.
По мнению исследователя кино, философа и культуролога Виталия Куренного фильм является «идейным прорывом». Критик пишет: «Во-первых, очень рефлексивно очерчена условность происходящего — с отсылками и к 300 спартанцам, и к семи самураям. Понятно, что не могут солдаты в 1941 году рассуждать о семи самураях. Возникла крайне интересная конструкция. С одной стороны, фильм совершенно реалистичен, начиная с основного места действия — поля боя, которое выбрано без всяких красот, такой убогий пейзаж среднерусской полосы. Но при этом создатели ясно сказали — да, это миф, вымысел <…> „28 панфиловцев“ — интересный компромисс: вымышленность всей истории в целом при корректности исторических деталей. Предпринята попытка дать какой-то достоверный для сегодняшнего зрителя ответ на вопрос о том, за что люди здесь сражаются и умирают: да, сражаются за свободу, но за свободу самим определять свою судьбу».
Многим запомнились финальные титры фильма, в которых рядом с именем каждого из участников было написано место его рождения, а затем в течение двадцати минут в десять колонок перечислялись все, кто участвовал в сборе средств.
Авторы получили приз за режиссуру II Кинофестиваля стран БРИКС, проходившего в Китае с 23 по 27 июня 2017 года, специальный приз имени мецената Марии Тенишевой на фестивале «Золотой Феникс», награду «Золотой меч» в категории «Лучший дебют» на XV Международном фестивале военного кино имени Юрия Озерова.

### Критика исторической достоверности
Сбор средств на фильм вызвал большой резонанс в российской блогосфере и СМИ: некоторые обвиняли фильм в фальсификации истории. За год до выхода фильма директор Государственного архива Российской Федерации Сергей Мироненко привлёк внимание общественности к справке-докладу главного военного прокурора ВС СССР Н. П. Афанасьева от 10 мая 1948 г. «О 28 панфиловцах», в которых критикуется и называется художественным вымыслом статья военного корреспондента Коротеева и последующие публикации о панфиловцах:

...В этот день у разъезда Дубосеково в составе 2-го батальона с немецкими танками дралась 4-я рота, и действительно дралась геройски. Из роты погибло свыше 100 человек, а не 28, как об этом писали в газетах...— Показания бывшего командира 1075 стрелкового полка И. В. Капрова. Извлечение из справки-доклада Н. П. Афанасьева
Публикация этого документа и спровоцировала бурную эмоциональную дискуссию в средствах массовой информации, частью которой стал и фильм. Министр культуры Владимир Мединский в жёсткой форме раскритиковал Мироненко, обвинив последнего в непрошеной интерпретации архивных документов и сомнении в героизме советских солдат и подчёркивая, что подобные заявления воспринимаются не как сомнение учёного-историка в каких-то сведениях, а как позиция государства. Широкую огласку получила фраза Мединского о том, что история панфиловцев — «…это святая легенда, к которой просто нельзя прикасаться. А люди, которые это делают, мрази конченые». Скандал подогревал интерес к готовящемуся фильму.
Мнения исследователей Великой Отечественной войны разделились: так, например, доктор исторических наук Олег Будницкий ссылается на материалы справки-доклада как полноценный источник, в то время как академики Георгий Куманев и Юрий Поляков считают, что этот документ не является достаточным основанием для утверждения о том, что подвига не было. Историк Константин Дроздов в результате собственного расследования высказал предположение о том, что справка-доклад могла иметь заказной характер и была направленной против маршала Жукова. Рецензии журналистов и кинокритиков часто содержат обсуждение исторических деталей боёв, произошедших у разъезда Дубосеково, количество участвовавших в них солдат и роль фронтовой пропаганды при Советском Союзе. Критики фильма ставят под вопрос необходимость постановки кинокартины, «основанной на мифе советской пропаганды», затмевающей подвиги других героев, в то время как сторонники относятся к истории панфиловцев как к «святой легенде» и нравственной опоре и настаивают на её значении как символа мужества советских защитников.
По мнению Андрея Шальопы, созданное им описание знаменитой легенды о подвиге соответствует национальной культуре и является «не столько исторической правдой, сколько национальной», а развенчание подвигов такого масштаба безнравственно и недопустимо. «Если говорить о самой истории, то есть безупречный исторический факт: в конце ноября — начале декабря 1941-го родилась история о подвиге панфиловцев. С этой историей мы прожили 75 лет, она в наших сердцах, она — часть нашей национальной культуры. Мы так или иначе будем её рассказывать, интерпретировать», — отметил Шальопа.
В критике также присутствует недовольство тем, как показан в фильме сержант Добробабин, который выжил в бою, сдался в плен и затем, согласно справке-докладу, служил у немцев начальником полиции на оккупированной территории. Автор сценария утверждает, что намёк на предательство Добробабина в картине присутствует, поскольку высказанная им мысль о том, что обязательно нужно остаться в живых, могла впоследствии зайти слишком далеко, и что на момент боя у Дубосеково он вёл себя как настоящий герой, за что и был упомянут Гундиловичем.
Несмотря на критику, режиссёр фильма Андрей Шальопа получил премию «За верность исторической правде» от Российского военно-исторического общества (РВИО). Премия вручается за создание фильмов, которые в полной мере передают дух времени, отражают преемственность ценностей народа и утверждают точность исторического факта.

## Планы команды проекта
Практически все снятые сцены вошли в картину, поэтому выход расширенной версии не анонсируется. Однако Шальопа сообщил, что собирается выпустить чёрно-белую версию фильма со стереозвуком, что приблизит картину к фильмам советской эпохи. Режиссёр и команда фильма неоднократно заявляли о своём намерении выложить фильм в открытый доступ, как только права вернутся к ним, и восьмого мая 2020 года полная версия весьма появилась на официальном канале киностудии в YouTube.
Участники проекта долго не раскрывали своих дальнейших планов. Режиссёры неоднократно замечали что следующий фильм студии не будет связан с темой войны, а в СМИ время от времени просачивалась информация о будущих проектах на научно-фантастическую тему, о фильмах про советских космонавтов.
22 марта 2019 года на канале киностудии Андрей Шальопа выступил с официальным анонсом нового проекта. Фильм будет посвящён советской лётчице Лидии Литвяк. Сценарий фильма написан, команда проекта периодически отчитывается о ходе съёмок. Режиссёр рассчитывает, что создание картины завершится в 2023 году, а в прокат она выйдет не раньше 2024 года..

### Видео
- 28 панфиловцев. Самая полная версия. Panfilov's 28 Men (English subtitles)
- Panfilov’s 28 Men: Teaser: Тизер, опубликованный Gaijin Entertainment (28.04.2015)
- Фильм «28 панфиловцев» HD: Отрывок из фильма (25.11.2013)
- Официальный трейлер художественного фильма «28 панфиловцев» (28 Панфиловцев, HD 4K, трейлер #1, 2015) (15.11.2015)